# Tracteur agricole
Pour les articles homonymes, voir Tracteur.

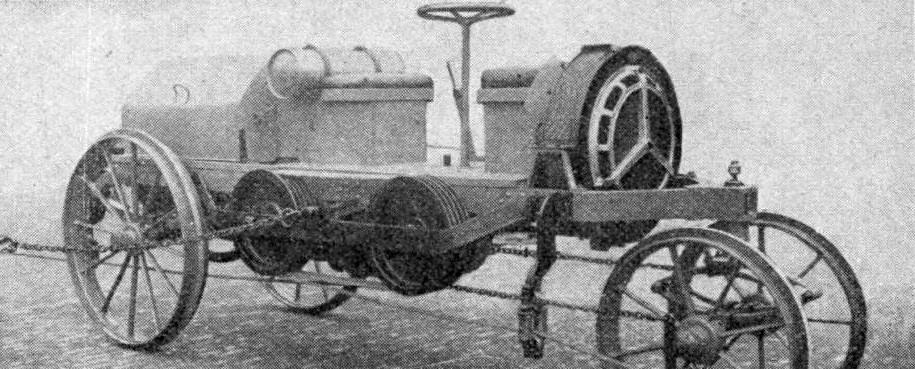
Tracteur à pétrole Daimler (1912).

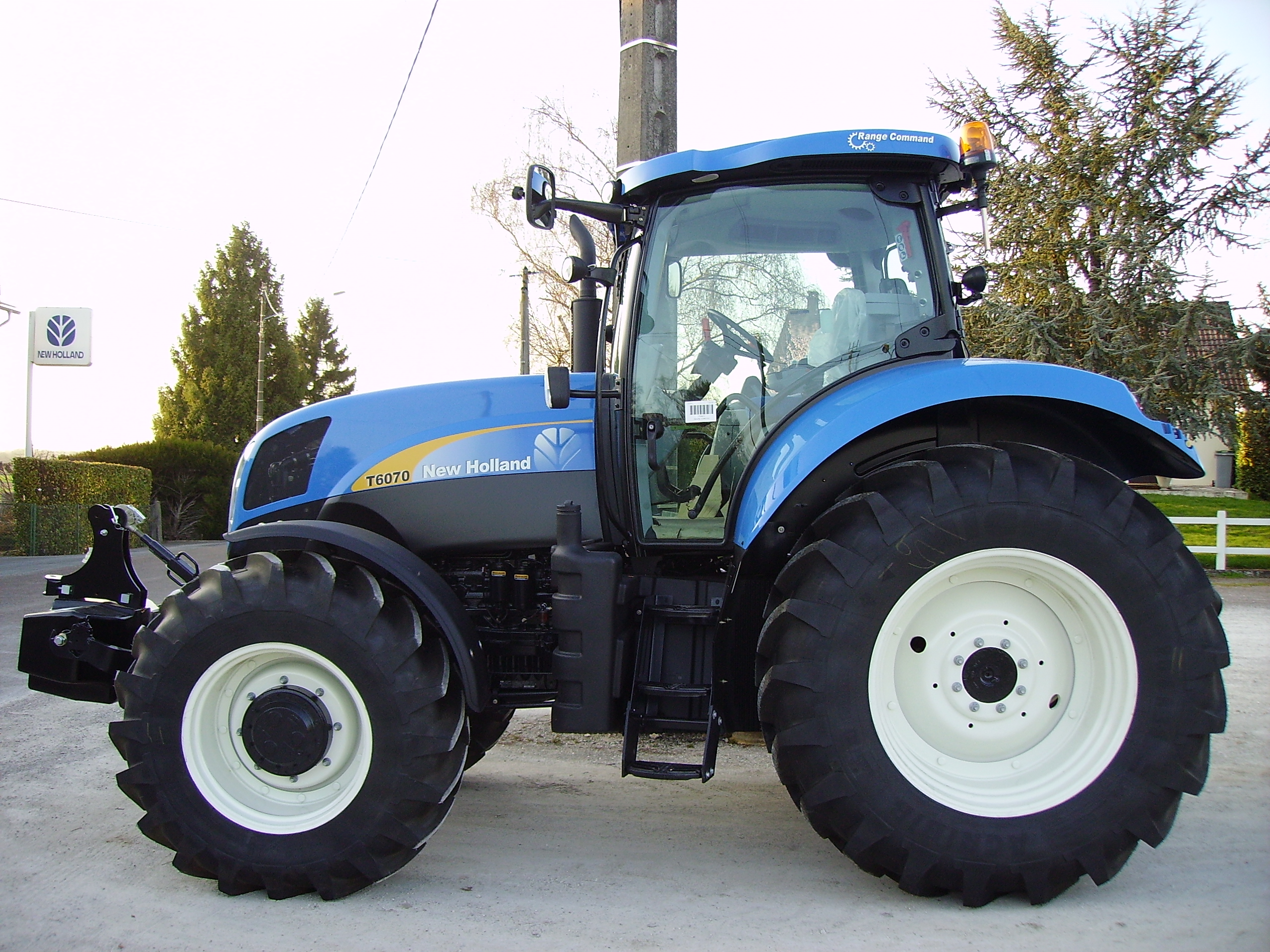
Un tracteur New Holland T6070 de 2012.

Un tracteur agricole (du latin trahere) est un véhicule automoteur, équipé de roues ou de chenilles, et qui remplit trois fonctions dans les travaux agricoles, ruraux ou forestiers :
- la traction de remorques ou de « machines ou instruments agricoles remorqués » destinés au transport ou à la mise en valeur de l'exploitation, tels que les épandeurs à fumier, les pulvérisateurs traînés, les matériels de récolte et de travail du sol pour les semis… ;
- le support d'outils ou de matériels agricoles installés soit à l'avant (fourches/pelles sur chargeur frontal, outils sur relevage avant, etc.), soit, le plus souvent, à l'arrière tels que charrues, déchaumeurs, faneuses, herses rotatives, broyeurs, souffleuses, grâce à un système d'attelage qui est le plus souvent de type trois-points pour les matériels portés ;
- l'animation des pièces rotatives et des vérins de ces matériels agricoles est réalisée grâce à la prise de force généralement située à l'arrière, ou au système hydraulique (ou pneumatique).

## Histoire

### Terminologie et contexte d'apparition
Au début du dix-neuvième siècle, le terme tracteur est utilisé en biologie et en médecine/chirurgie,.
En 1894, dans les mines de charbon, on utilise un porteur aérien qui fonctionne avec un câble porteur et un câble tracteur.
En 1894, le câble tracteur est utilisé dans le funiculaire aérien, son rôle lui permet d'être plus fin que le câble porteur. Le câble tracteur s'use plus rapidement que le câble porteur.
En février 1895, le terme tracteur existe déjà en langue française, en tant que nom utilisé dans le contexte de locomotion automobile. La fonction « tracteur » est alors entendue comme la capacité de remorquer une voiture de voyageurs.
À cette époque, en Normandie, le tracteur est un câble actionné par l'électricité qui permet le fonctionnement du pont transbordeur.
Depuis 1850 existe la locomobile automotrice qui est elle-même un perfectionnement de la locomobile.

### Débuts

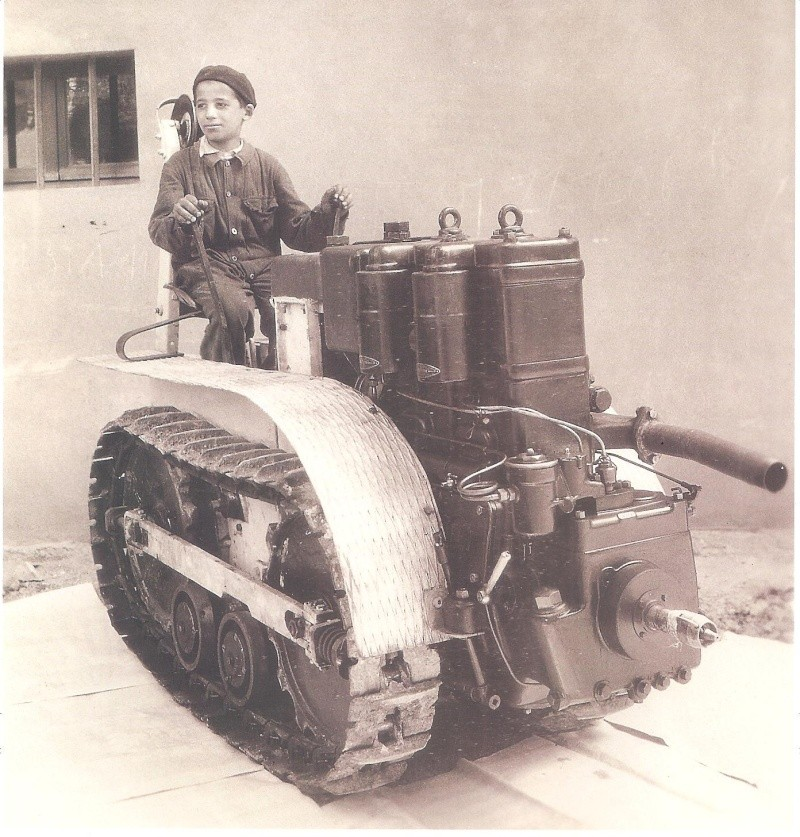
Tracteur à chenilles Henry Bauchet Rethel (Ardennes, France).

Le tout premier tracteur à vapeur et à chenille a été inventé par le Russe Fiodor Blinov en 1881.
Le tracteur Froelich, conçu par John Froelich en 1892 dans l'Iowa aux États-Unis, est le tout premier tracteur équipé d’un moteur à explosion. Il ne fut cependant produit en série qu'en 1914 après amélioration sous le nom de Waterloo boy.

#### En France
En 1907, Henry Bauchet, alors constructeur automobile ardennais, à la suite du départ de son associé Charles Schmidt chez Packard (où il allait créer la première Packard Modèle G (en)) et son litige avec Renault sur la priorité de la prise directe, cessa de construire des automobiles. La mode était alors aux voitures à chaînes et, ne pouvant se plier à une technique qui ne répondait pas à ses conceptions, l'ingénieur ardennais préféra s'attaquer à la fabrication de moteurs fixes. Cette production trouvant des applications surtout dans le domaine de l'agriculture, il construisit, deux ans plus tard, en 1909, le premier tracteur à roues. À la déclaration de guerre, en 1914, il achevait le premier tracteur à chenilles.

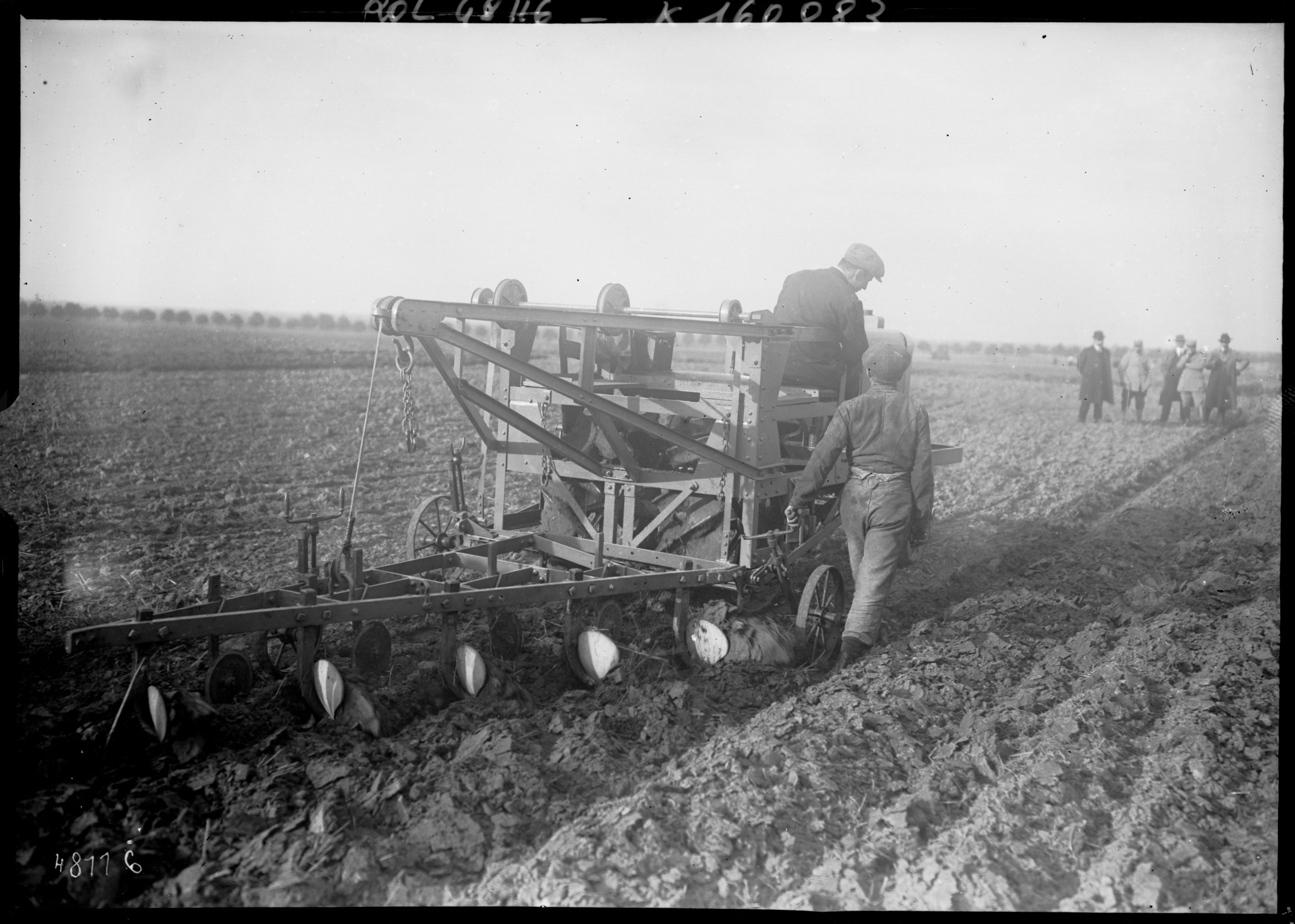
Démonstration de labourage tracté en 1916 en France.

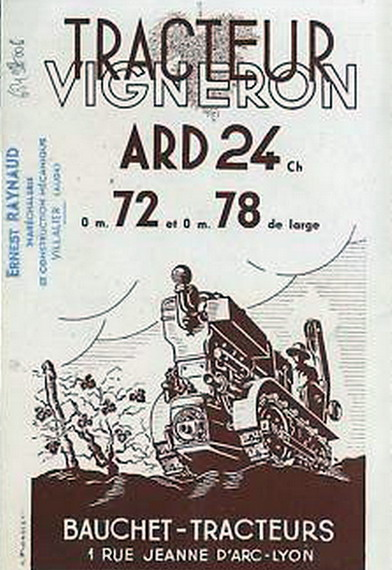
Tracteur à chenilles Vigneron ARD24 Bauchet-Tracteurs Rethel (Ardennes).

Ses modèles étaient dotés de « transdirection », invention brevetée Bauchet, leur permettant une importante souplesse grâce à un équilibre automatique et une taille étroite permettant de passer dans les vignes, modèle commercialisé sous le nom de « vitichenille ». Comme il le disait lui-même, « la conduite en était si facile qu'un enfant pouvait le faire ! », arguments repris lors de la photo réalisée pour une publicité ou publication de ses tracteurs agricoles.
Le tracteur s'est développé en France avec la motorisation de l'agriculture après la Première Guerre mondiale, Peugeot, Renault et Citroën y voyant un débouché pour maintenir l'activité de leurs usines d'armement et éviter le chômage. Il prend son essor dans les années 1950. Les fermiers ayant vu leurs animaux de trait réquisitionnés par l'armée pendant la Seconde Guerre mondiale, ils n'avaient plus de chevaux ou de bœufs pour tracter leurs charrettes, si bien que les grandes exploitations agricoles du Bassin parisien se sont tournées vers le tracteur qu'on leur proposait grâce au développement de prêts sous forme de crédit. La loi du remembrement de 1941 (sous le régime de Vichy) visant à agrandir les surfaces cultivées ne commença à voir ses effets que dans les années 1960. En 1946, il y avait 145 millions de parcelles en France, avec une taille moyenne de 0,33 hectare ; la taille de ces exploitations rendait l'utilisation des tracteurs difficile et peu rentable. La somme allouée au remembrement par le ministère de l'Agriculture passe de 62,9 millions de nouveaux francs en 1959 à 111,283 en 1960, soit environ le double. Le tracteur ne s'est véritablement imposé dans toutes les exploitations qu'à partir des années 1960.

#### Locomobiles et tracteurs à vapeur dans le monde
[Extrait de l'article Locomobile automotrice]

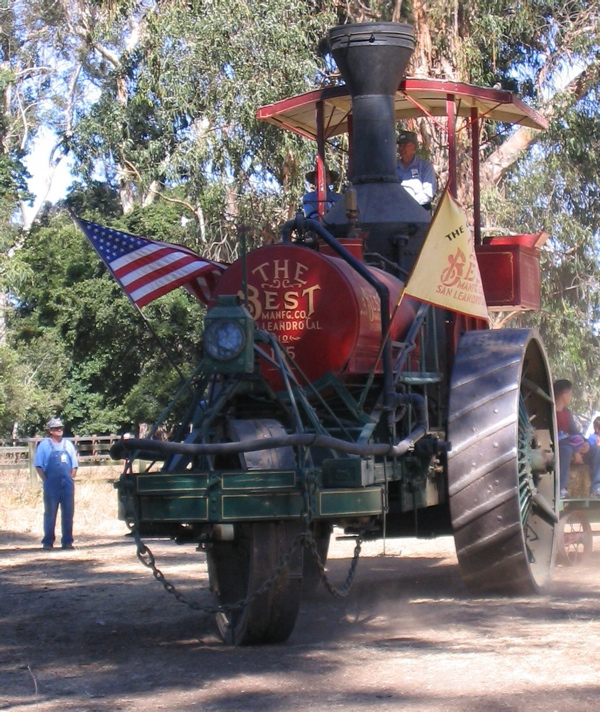
Tracteur à vapeur tricycle Best, 1905, Californie.

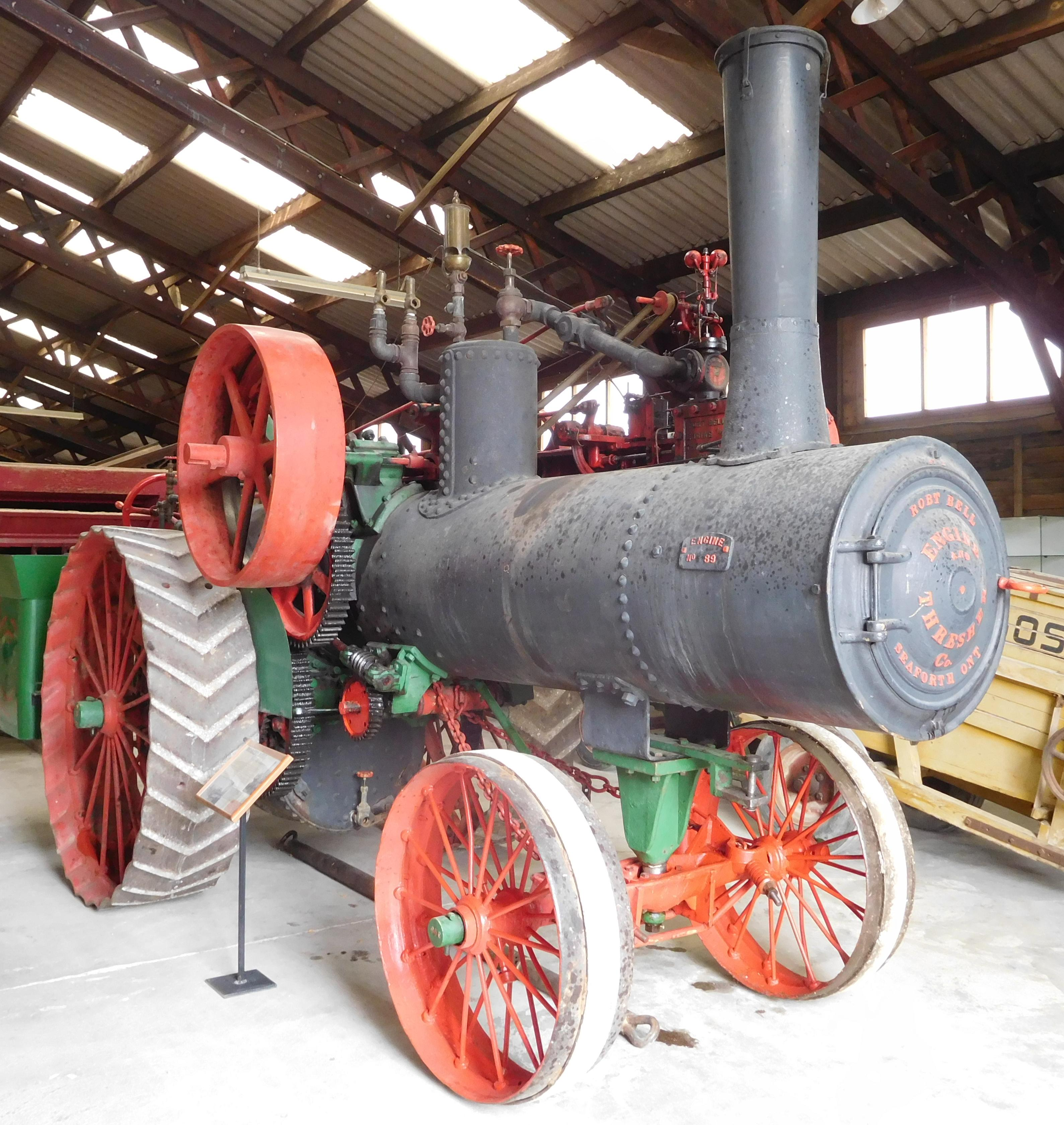
Tracteur à vapeur ou locomobile automotrice Robert Bell Engine & Thresher Co. : 24 ch, 10 t en ordre de marche, 3 h de chauffe avant mise en service, Ontario, 1911.

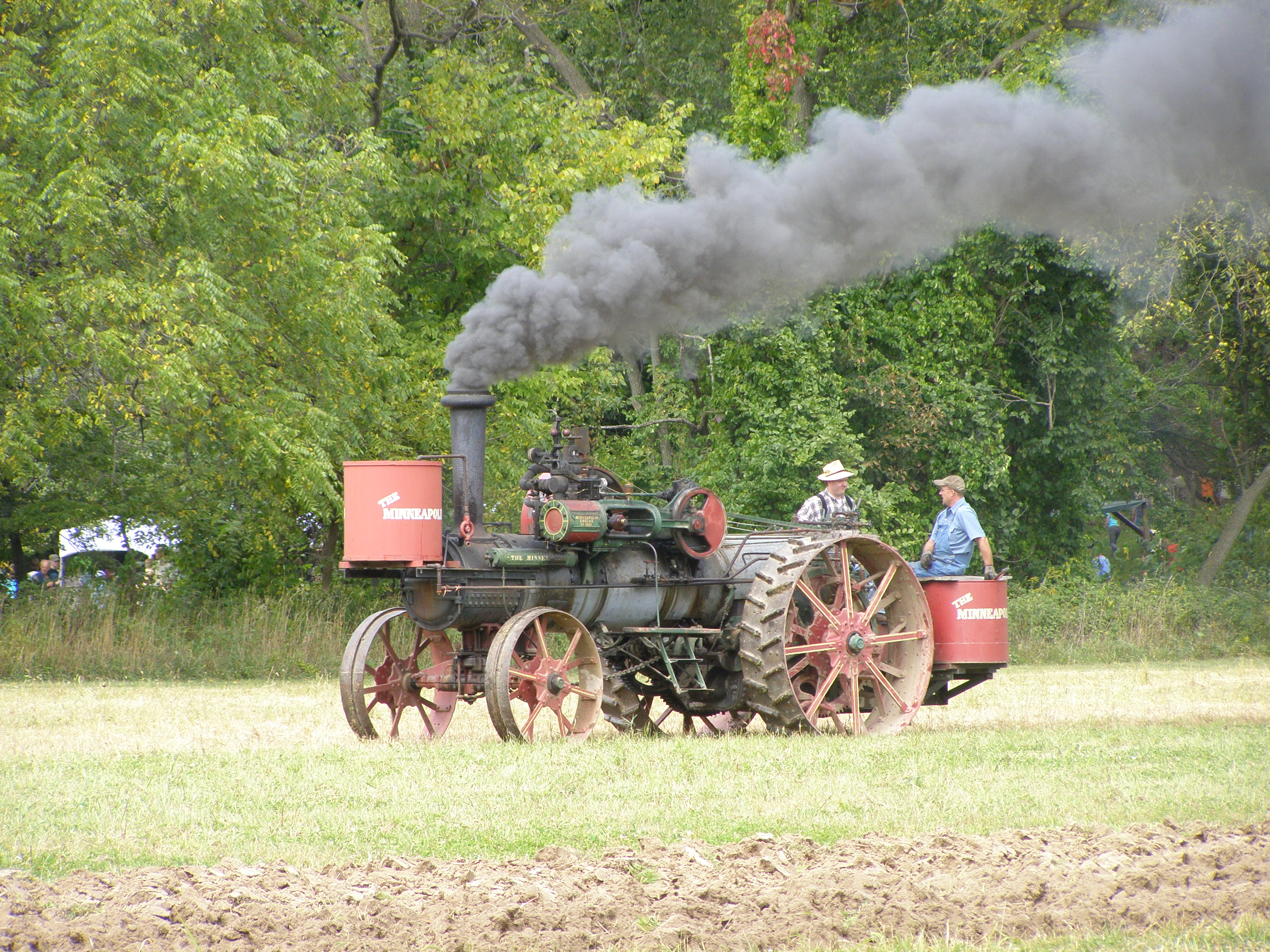
Tracteur à vapeur en fonctionnement.

Vers 1850, on commence à produire industriellement des locomobiles actionnant elles-mêmes leurs roues. Elles sont d'abord utilisées par les armées pour déplacer les canons. 
Munies de roues à crampons et souvent d'un treuil, elles sont adaptées à l'agriculture et aux chantiers. Elles peuvent creuser des tranchées de drainage ou traîner le rouleau destiné à égaliser une chaussée. L'essentiel de leur travail se fait cependant à poste fixe à la poulie : entraînement de batteuses, pompes, moulins, broyeurs, presses à paille et fourrages stationnaires…
Ces machines à vapeur n'étaient pas à la portée des petites exploitations mais les entrepreneurs et syndicats de battage les ont beaucoup utilisées.
De nombreuses machines en agriculture et sur les chantiers devaient être déplacées de poste en poste où elles étaient entraînées par des transmissions à poulies et courroie plate.
La locomobile automotrice était particulièrement appréciée pour les battages car elle permettait d'amener en un seul voyage le moteur, la batteuse et la presse d'une ferme à l'autre, ce qui nécessitait auparavant plusieurs attelages. Elle permettait aussi de prétendre facilement la grande courroie de transmission.
Aux États-Unis, on utilise bientôt des modèles plus petits en traction directe pour le labour au lieu de la charrue tirée par câble et treuil. Ils prennent alors le nom de « tracteurs à vapeur » (Steam tractors), connaîssent un succès significatif et sont les ancêtres des tracteurs modernes. Case, un des plus importants constructeurs de tracteurs à vapeur (jusqu'à 150 chevaux), cesse cette production en 1927, il avait produit le premier tracteur à vapeur en 1876.

#### Tracteurs à moteur en position transversale

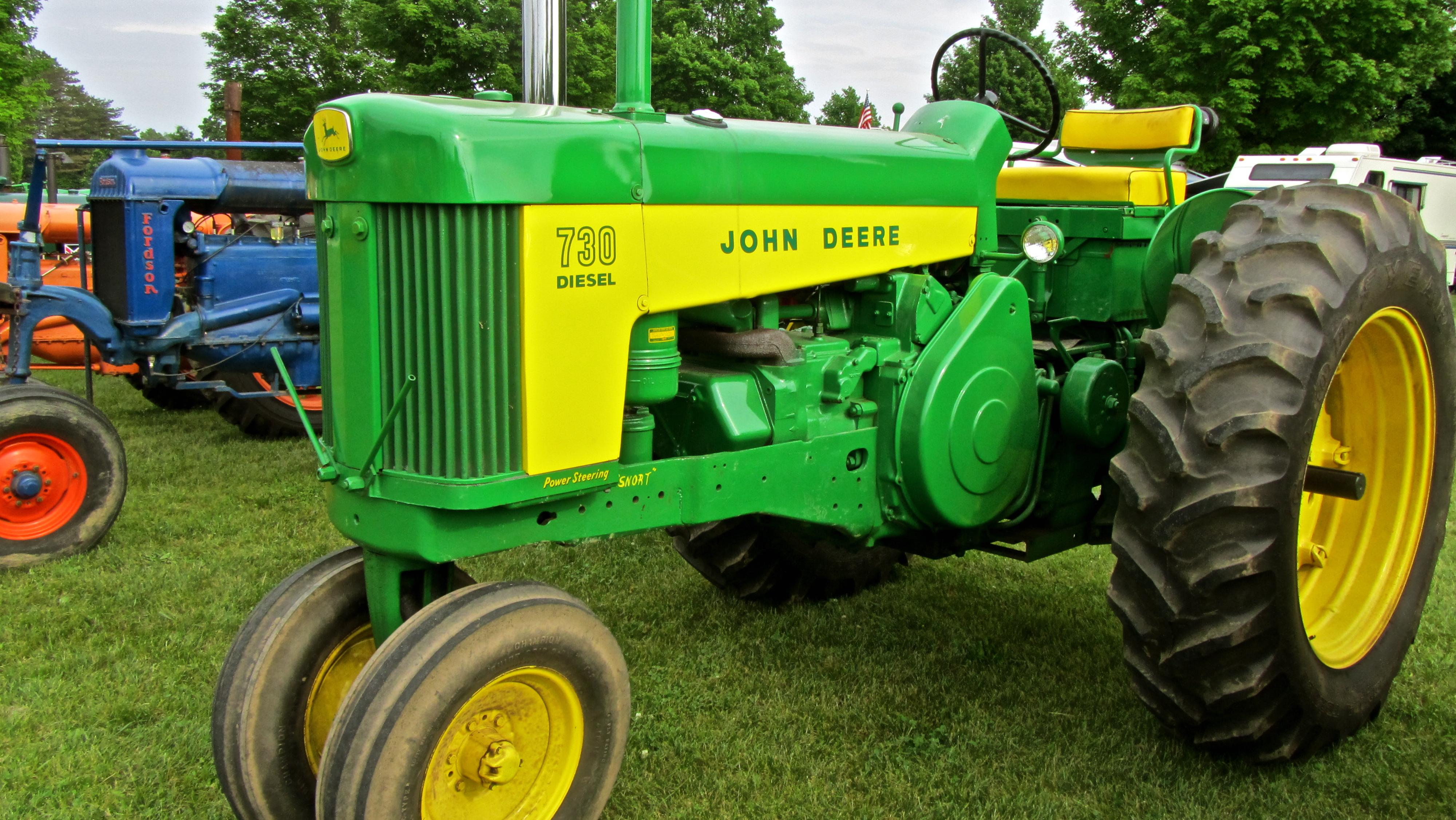
John Deere 730, probablement le dernier tracteur construit avec un moteur transversal. Il est ici proposé en version quasi-tricycle « row-crop », c'est-à-dire adaptée aux cultures en lignes avec une bonne garde au sol et la voie arrière réglable à volonté. Cette disposition était plébiscitée par les agriculteurs des grandes plaines avant la généralisation des pesticides. Une bineuse pouvait être installée sous le châssis bien en vue.

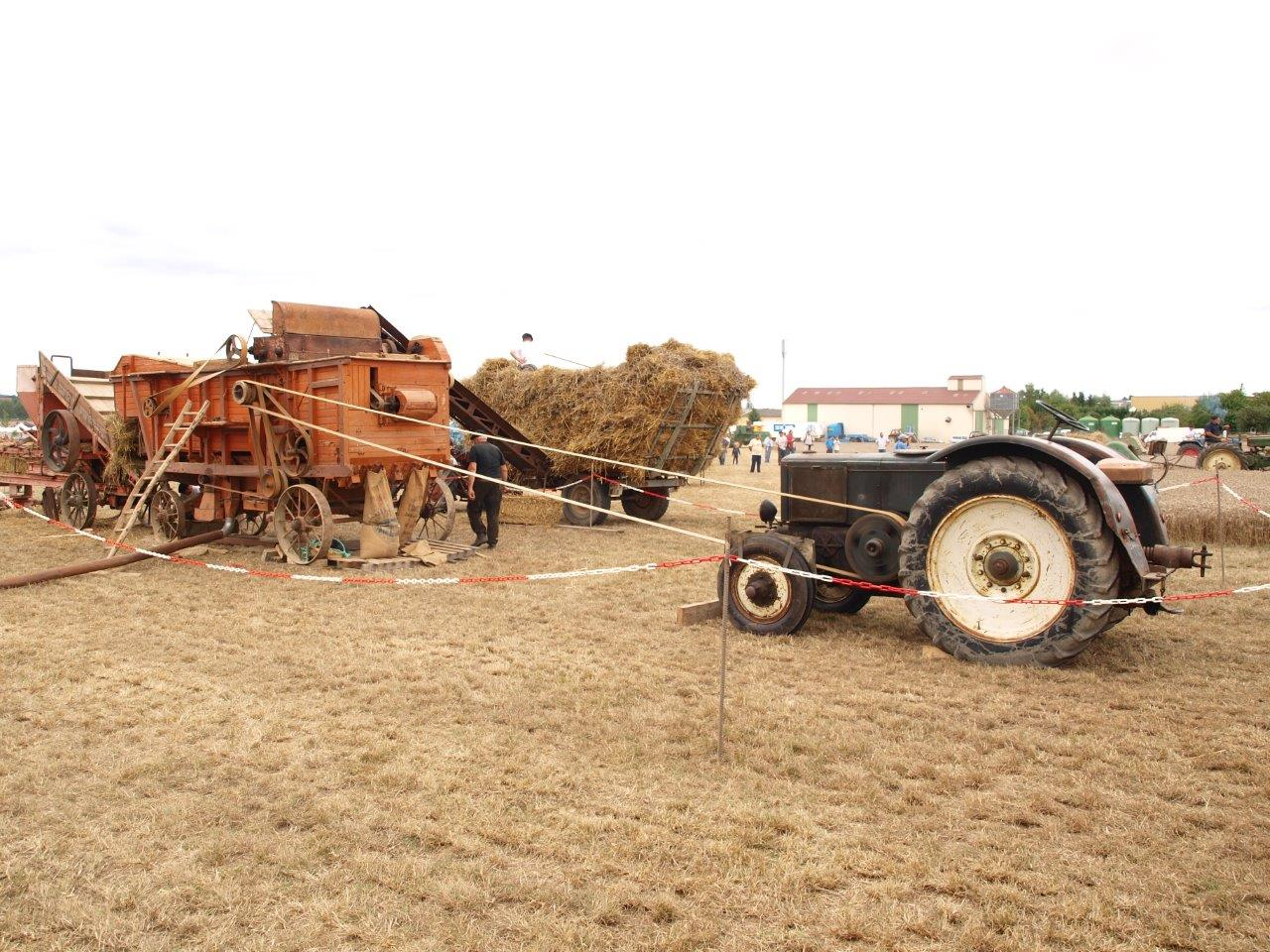
Semi-diésel Vierzon FV1 au travail. Le démarrage à froid par chauffage de la boule demande environ 25 mn.

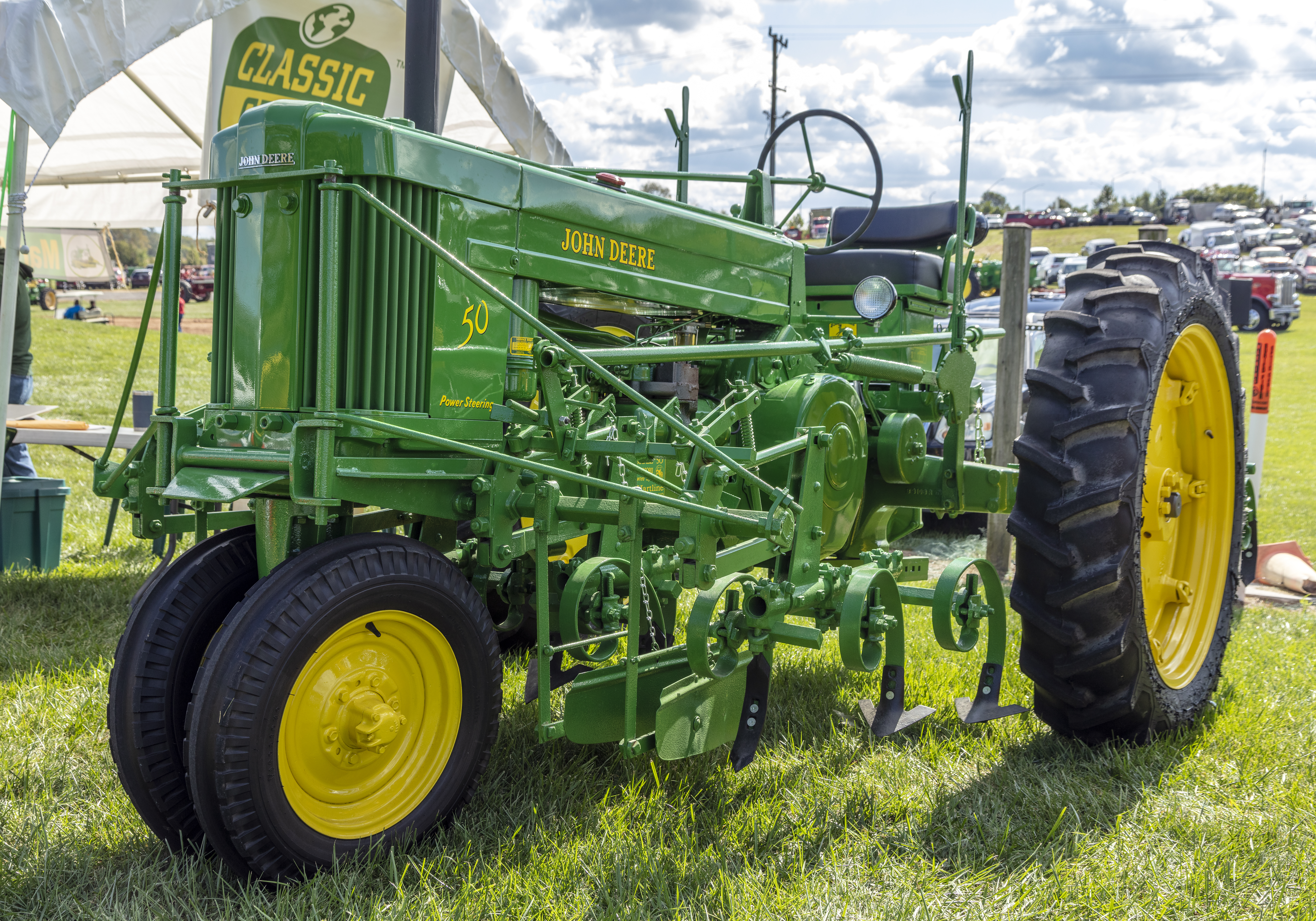
John Deere 50 et sa bineuse, row-crop à moteur transversal polycarburant (démarre à l'essence), 19 ch, 1952-1957.

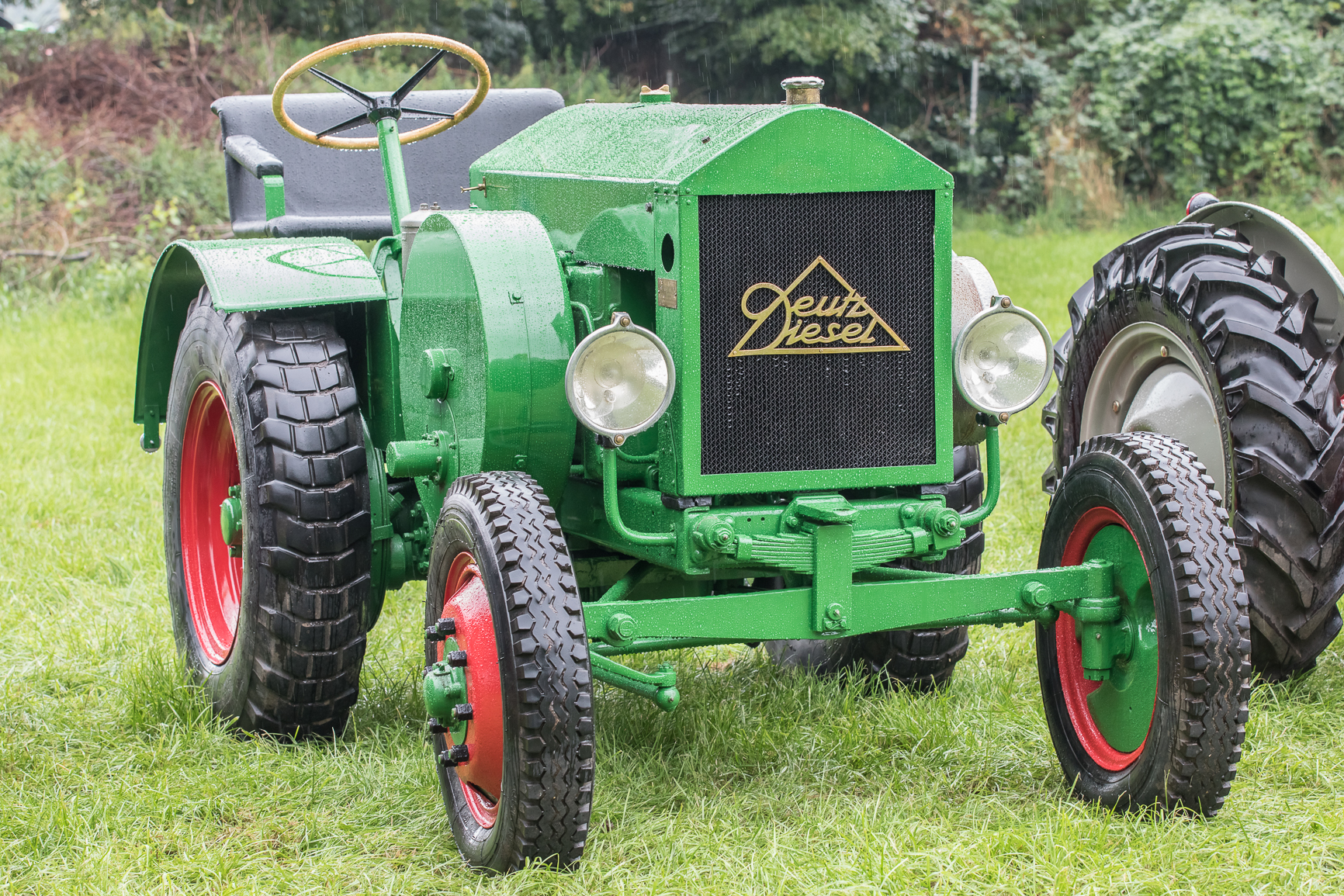
, 1934, premier diésel quatre temps capable de démarrer à froid directement sur le gazole sans chauffage grâce à un système de double injection et une mèche auto-allumante. Une soupape de décompression permettait au chauffeur de mettre le moteur en rotation suffisamment rapide avant la première explosion.

Voir Tracteurs à moteurs en position transversale
Ces tracteurs sont au départ adaptés au travail à la poulie à poste stationnaire comme la locomobile automotrice qu'ils remplacent. En Europe, on utilise surtout des semi-diésels et aux États-Unis des moteurs fonctionnant au kérosène puis au distillate, concurramment aux tracteurs à moteur en position longitudinale fonctionnant principalement à l'essence plus chère. Heinrich Lanz AG a produit le premier semi diesel en 1923, le Bulldog HP, un petit tracteur articulé à quatre roues motrices, d'après les travaux de l'ingénieur Fritz Huber. La fabrication des tracteurs à moteur en position transversale cesse à la fin des années 1960 après avoir connu un grand succès,.

## Apparence et évolution

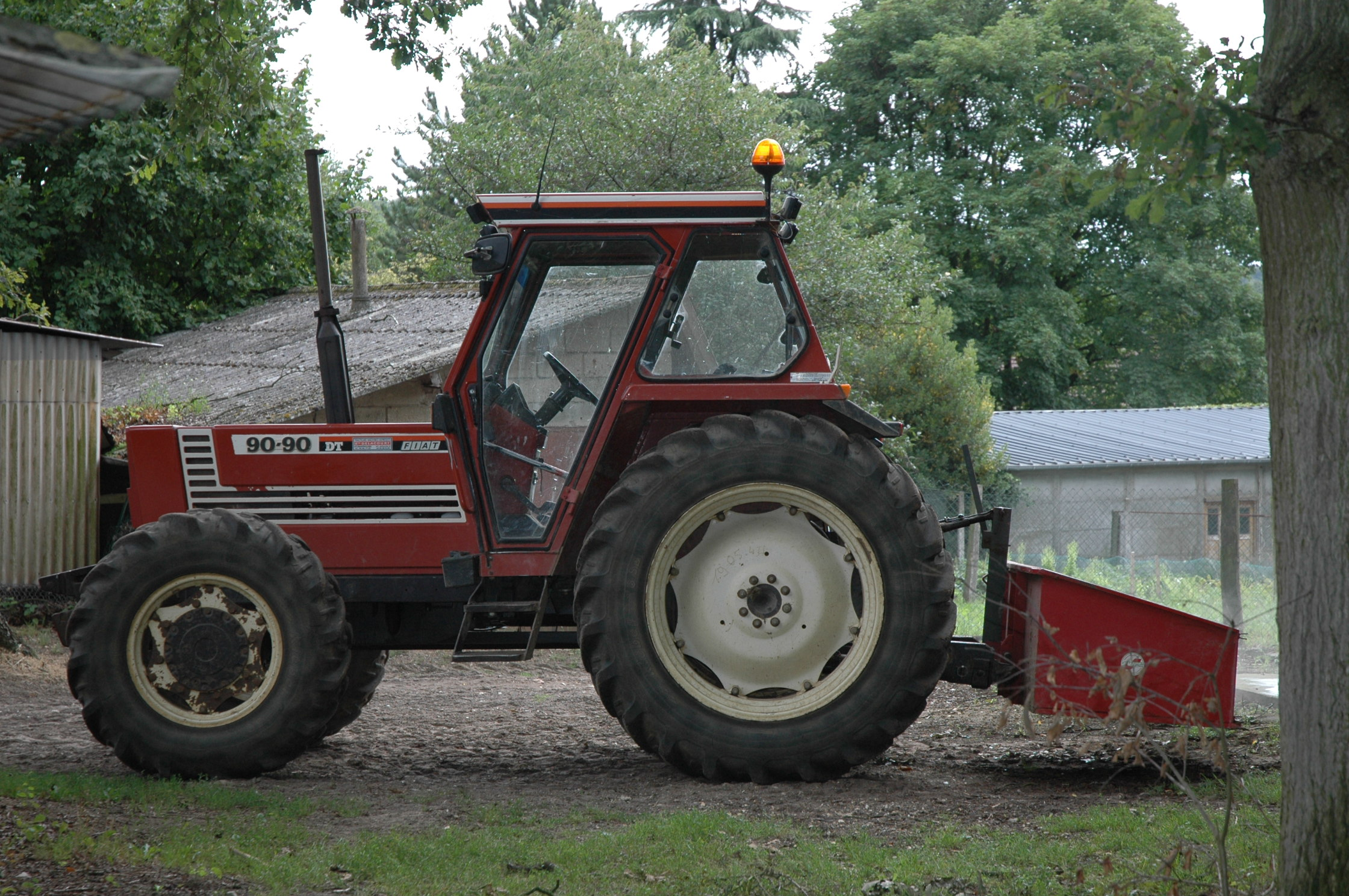
Tracteur Fiat 90-90 DT, quatre roues motrices, deux roues directrices.

[Références techniques notamment d'après,]

### Configuration  conventionnelle
Le tracteur agricole dans sa forme la plus classique possède un moteur en position longitudinale et quatre roues. Les roues arrière toujours motrices sont de plus grand diamètre que les roues avant directrices. Les tracteurs à deux roues motrices sont de plus en plus rares. En effet, les agriculteurs utilisent des tracteurs de plus en plus puissants, demandant plus d'adhérence et donc à quatre roues motrices. Le poste de conduite du tracteur peut être ouvert ou constitué d'une cabine dans laquelle le conducteur prend place sur un siège unique. Les tracteurs modernes sont plus confortables (cabine suspendue, climatisée, siège pneumatique).

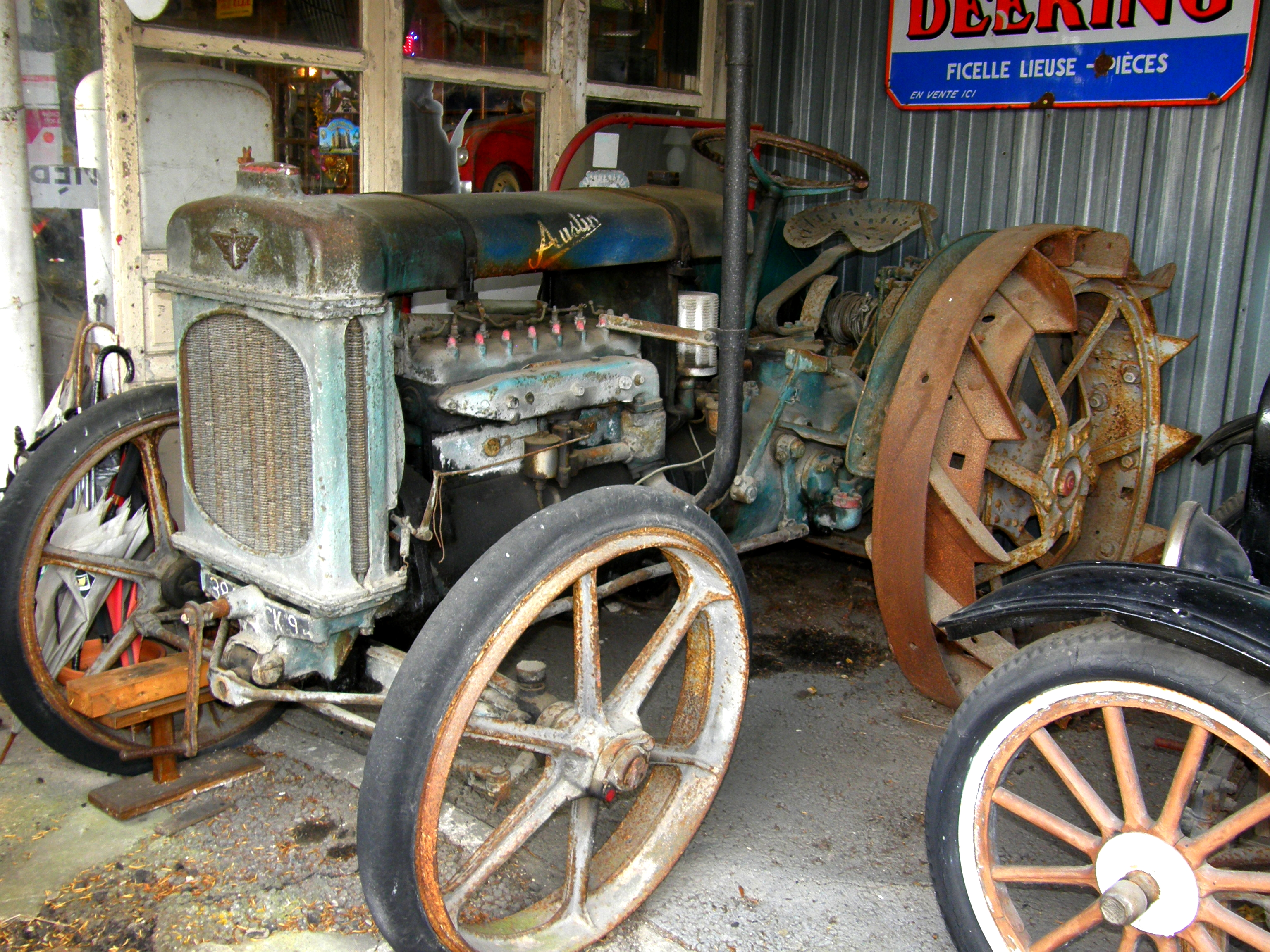
Le tracteur Austin 15/25 (vers 1930) assez semblable au Fordson F ne put soutenir la concurrence de son rival bien moins cher.

### Quelques jalons

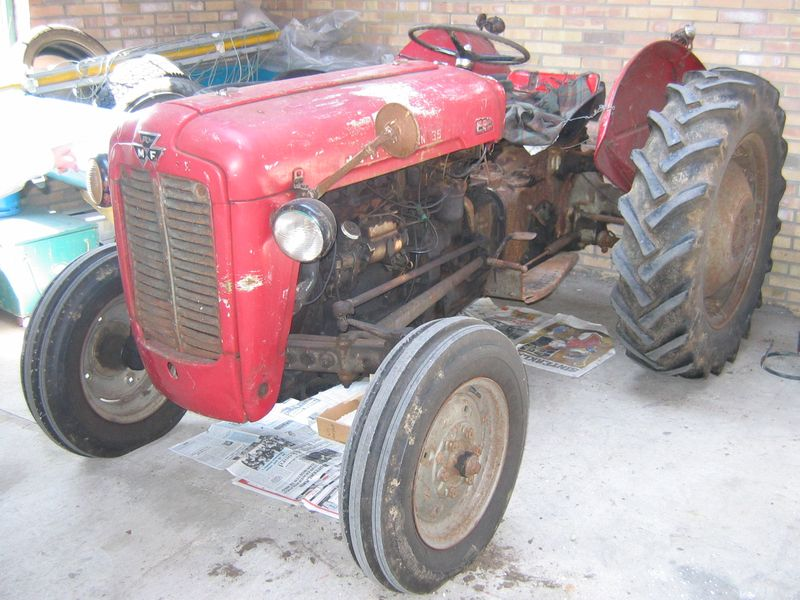
Tracteur Massey Ferguson 35, 1956-1964, disponible avec un diesel Perkins à partir de 1960.

- Ford lance la fabrication du Fordson F en 1917. Ce tracteur est révolutionnaire par sa simplicité de construction, un ensemble autoporteur de carters en fonte boulonnés (pas de châssis) et par son prix ; le modèle est produit à plus de 800 000 exemplaires et écrase la concurrence ; de nombreux petits constructeurs disparaîssent[25];

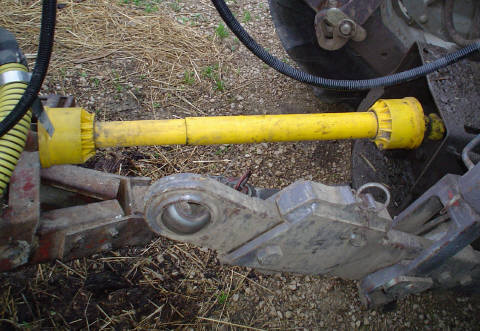
Transmission par prise de force et détail d'un bras de relevage extensible (pour l'attelage).

- Farmall Regular, 1924.Transmission par prise de force et détail d'un bras de relevage extensible (pour l'attelage).International harvester généralise la prise de force à 540 trs/min sur ses tracteurs à partir de 1919 ; Le Farmall Regular, tracteur réellement polyvalent est construit à partir de 1923 ;

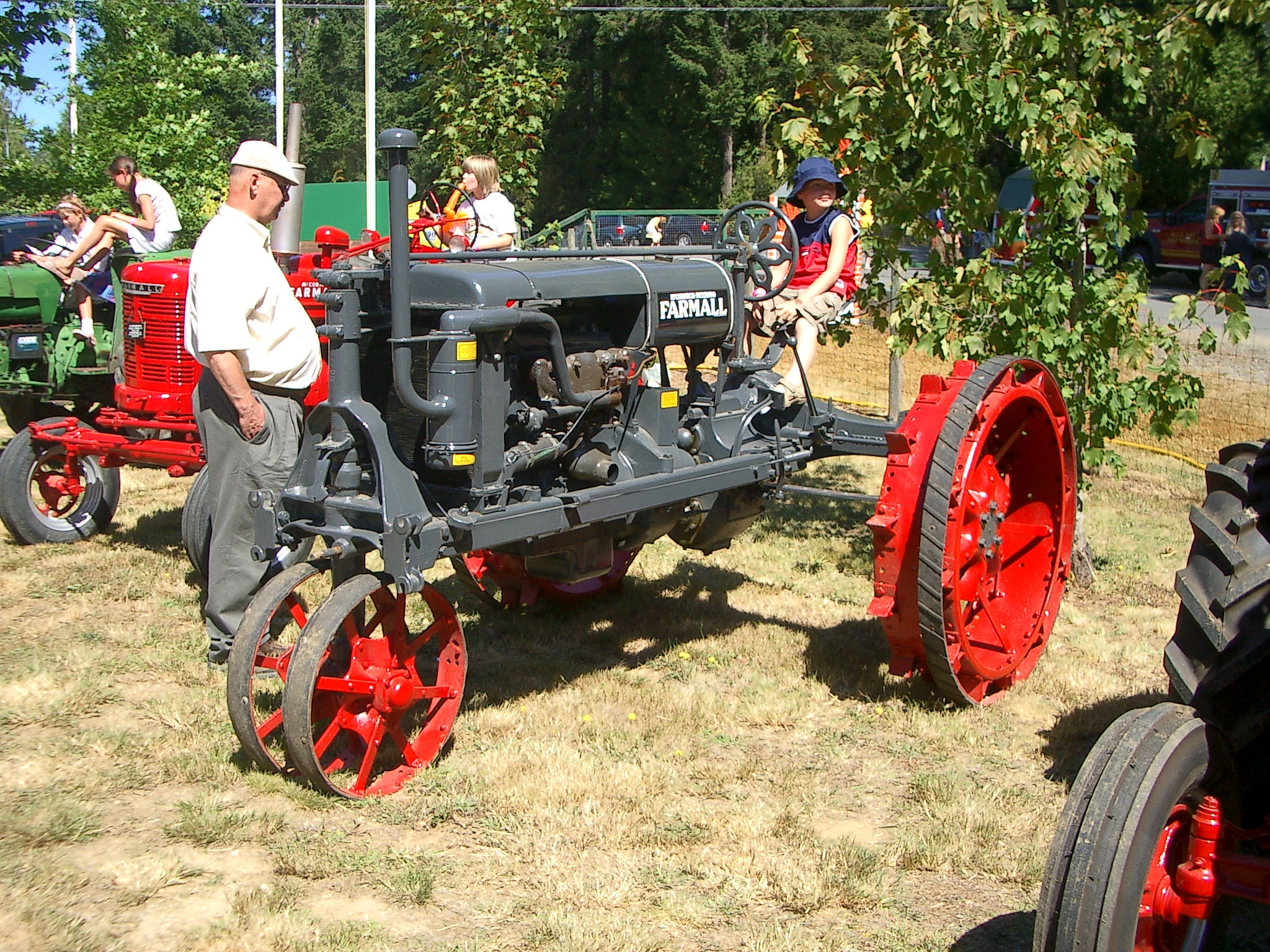
Farmall Regular, 1924.

- Profitant des travaux de Prosper l'Orange (de) Benz et Deutz construisent les premiers tracteurs à moteurs diesel quatre temps modernes à partir de 1929 ; les Deutz MTZ 220 et 320 sont un succès ;

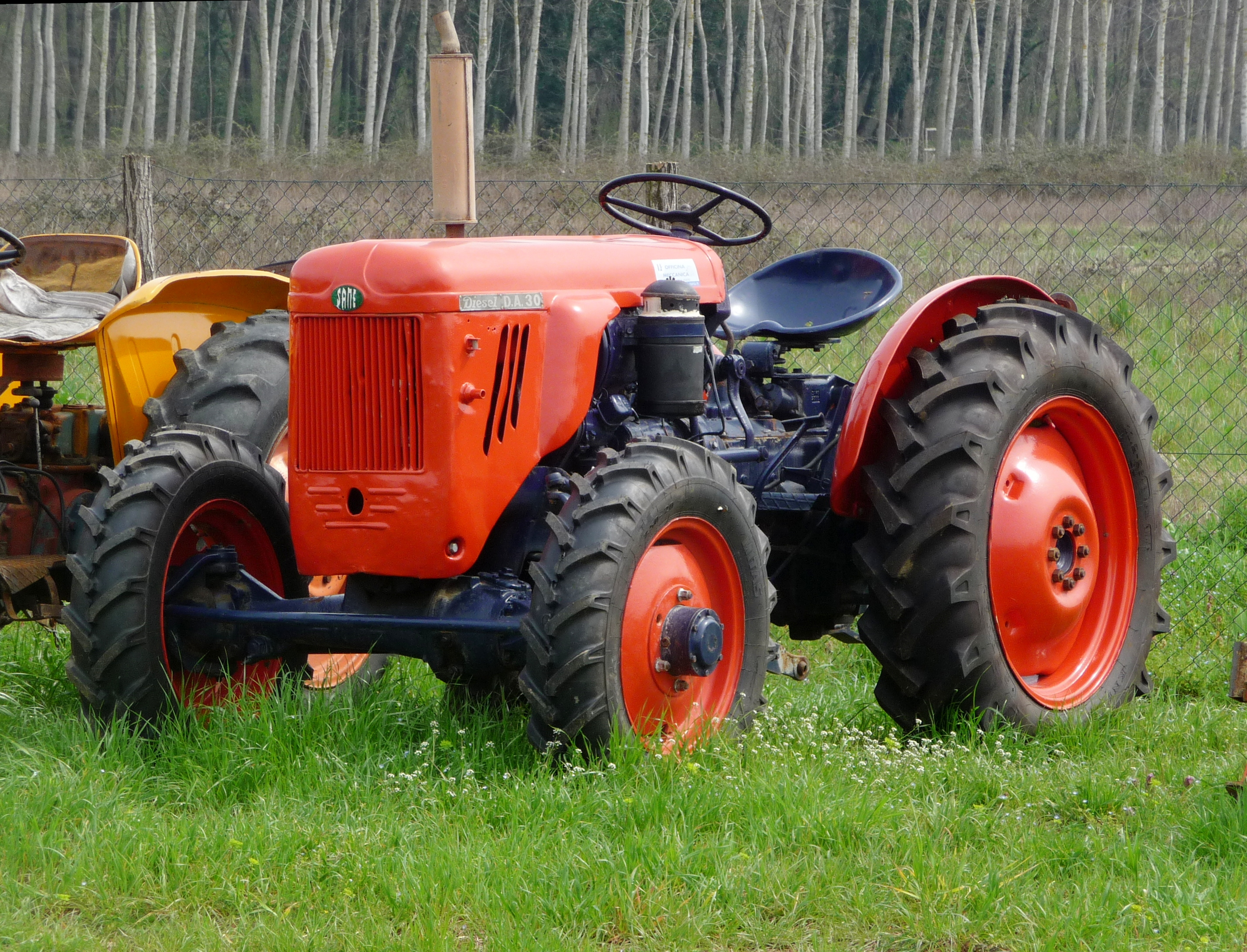
SAME DA 30 diesel, 1957.

- SAME DA 30 diesel, 1957.SAME produit en 1952 le premier tracteur quatre roues motrices de design conventionnel en série le DA 25 ;
- Harry Ferguson développe un relevage trois points efficace à partir de 1926 : il est monté au début sur des Fordson et des Ferguson produits par David Brown ; il va assurer le succès du Ford série N ;

- dans les années 1950, les constructeurs commencent à se préoccuper de confort et d'ergonomie ; ainsi Zetor propose des modèles avec des commodités installées en série : levier de vitesses près du volant, compresseur à air comprimé disposé sur le bloc-moteur permet l'alimentation d'une conduite d'air pour le circuit de freinage des remorques, ce dispositif permet aussi de gonfler les pneus et de souffler les radiateurs via un tuyau monté sur un raccord externe ; sur certains modèles, une petite réserve d'eau avec un robinet est chauffée grâce à sa disposition en sortie du collecteur d'échappement;

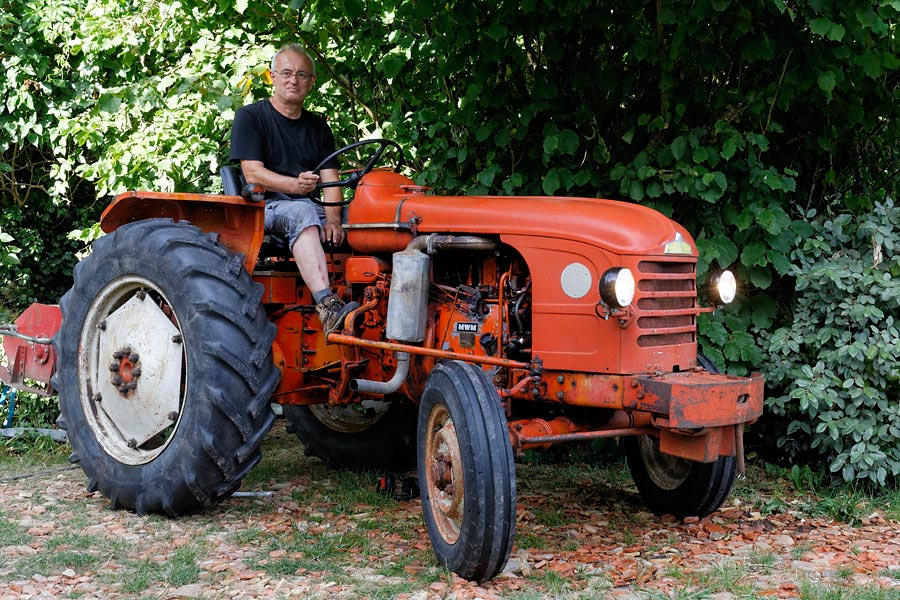
Renault D22 construit à partir de 1956 et équipé d'un moteur diésel MWM à refroidissement à air. Fiable, simple et démarrant assez facilement à froid, il fut très populaire.

- Renault D22 construit à partir de 1956 et équipé d'un moteur diésel MWM à refroidissement à air. Fiable, simple et démarrant assez facilement à froid, il fut très populaire.À partir de 1956 des constructeurs indépendants proposent des moteurs diesels semi-rapides (environ 1750 trs/min) capables de démarrer facilement à froid (avec surcharge d'alimentation et préchauffage de l'air dans la chambre de précombustion) et concurrencent Deutz sur ce point : Continental qui équipe le Farmall 320, MWM et Perkins qui équipent notamment les Renault série D ; le diesel devient la règle ;John Deere 4010 précurseur du 4020

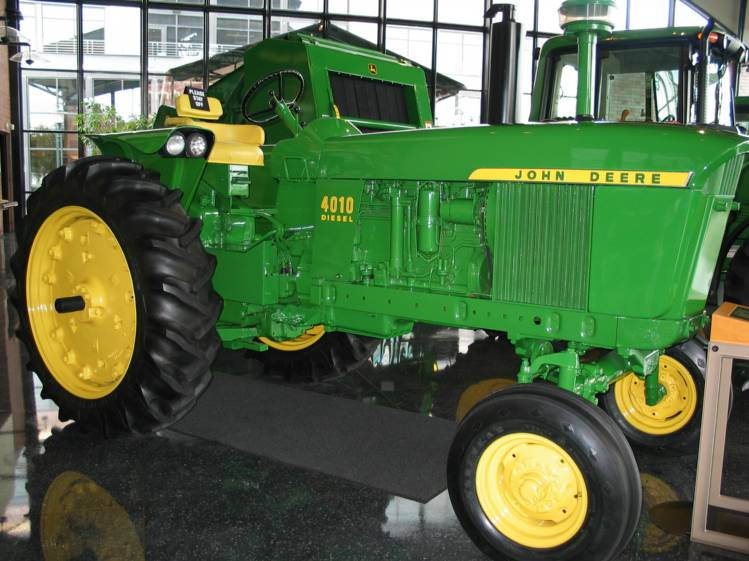
John Deere 4010 précurseur du 4020

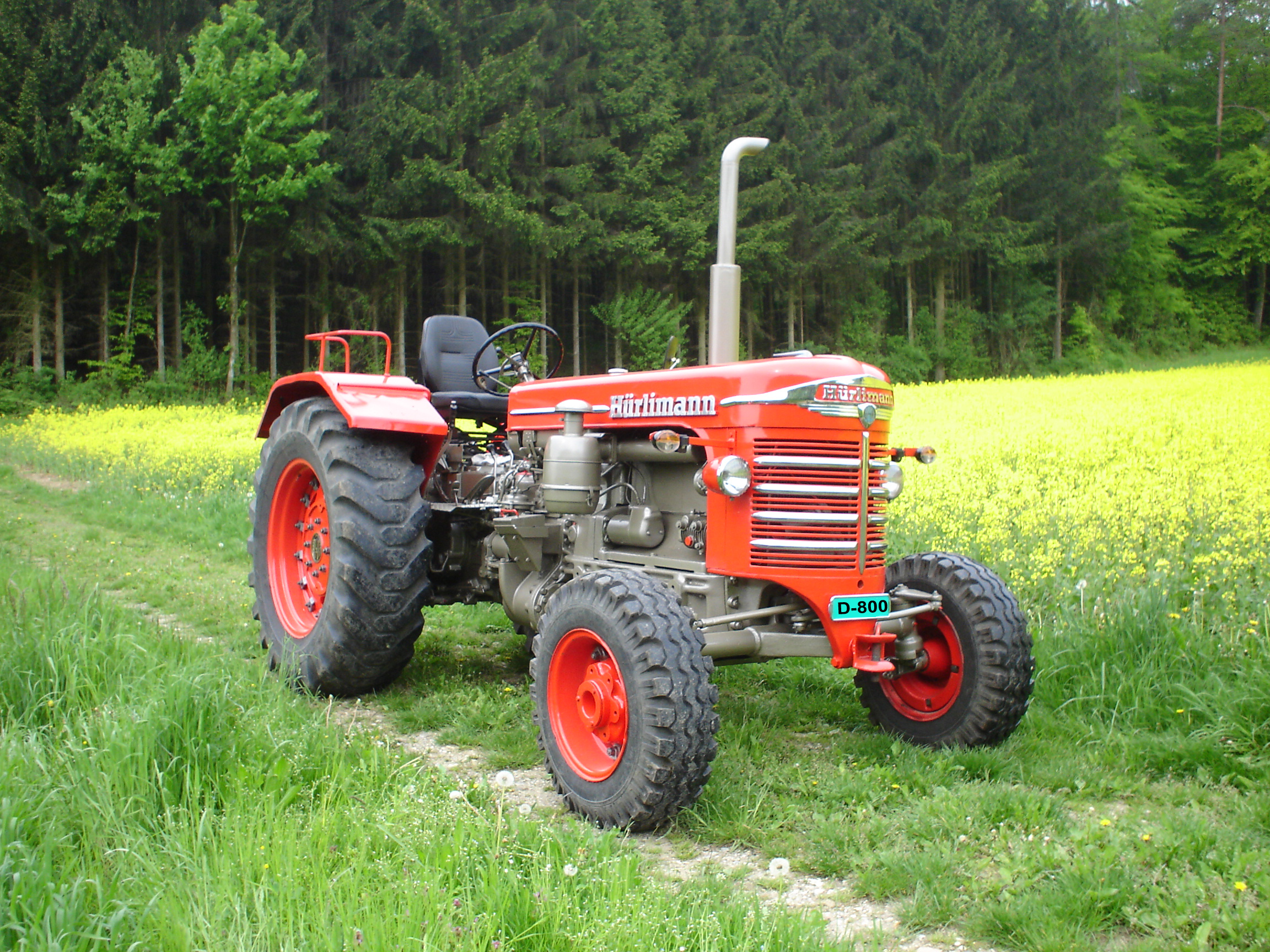
Hürlimann D 800, 94 ch, 1964.

- Hürlimann D 800, 94 ch, 1964.au début des années 1960 John Deere et International Harvester proposent les premiers tracteurs de forte puissance de design conventionnel ; les commandes hydrauliques se généralisent : le John Deere 4020 et le Farmall 806 deviennent des symboles de l'agriculture des grandes plaines ; certains constructeurs comme John Deere et Hürlimann font un effort particulier sur le design (voir Hürlimann D 800) ;Aperçu du compresseur d'air à l'avant du moteur Zetor 4712.

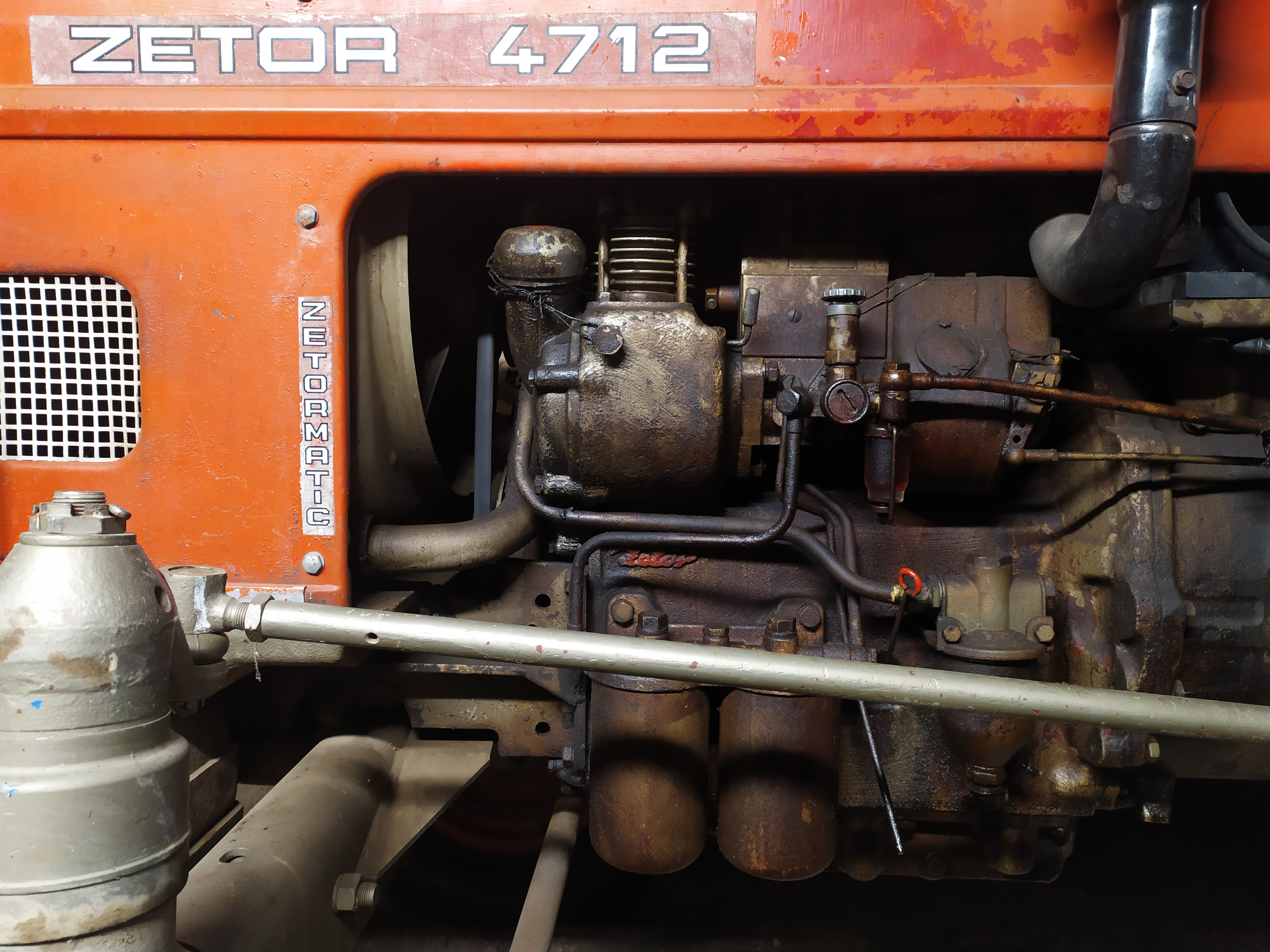
Aperçu du compresseur d'air à l'avant du moteur Zetor 4712.

- les constructeurs se soucient davantage de sécurité et de de confort : en 1968 Zetor, associé à Ursus et UTB, produit le Crystal avec l'une des premières cabines de sécurité anti-retournement intégrée d'origine, à plancher plat, montée sur système antivibratoire (silentblocs) et équipée d'un siège à suspension pneumatique ; cette cabine spacieuse, ventilée et chauffée a contribué à réduire le bruit à l'intérieur avec un seuil en dessous de 85 dB ; la transmission avait quatre étages avec un réducteur à deux étages et était complétée par un multiplicateur de couple avec changement de vitesse sous charge. Avec un moteur à quatre cylindres de 4,6 L développant 80 ch pour une masse de 4,2 t, la force des bras de relevage allait jusqu'à 4 t et la force de traction jusqu'à 54 kN ;

- depuis la fin des années 1980, l'apparition de l'électronique embarquée a permis de développer des « aides à la conduite ». Ainsi, un certain nombre d'opérations récurrentes se déclenchant lors des demi-tours au bout des champs par exemple peuvent être programmées par l'utilisateur. La plupart des  tracteurs neufs sont vendus avec un ordinateur de bord permettant de surveiller tous les paramètres du tracteur et détecter un éventuel problème.Farmall 806

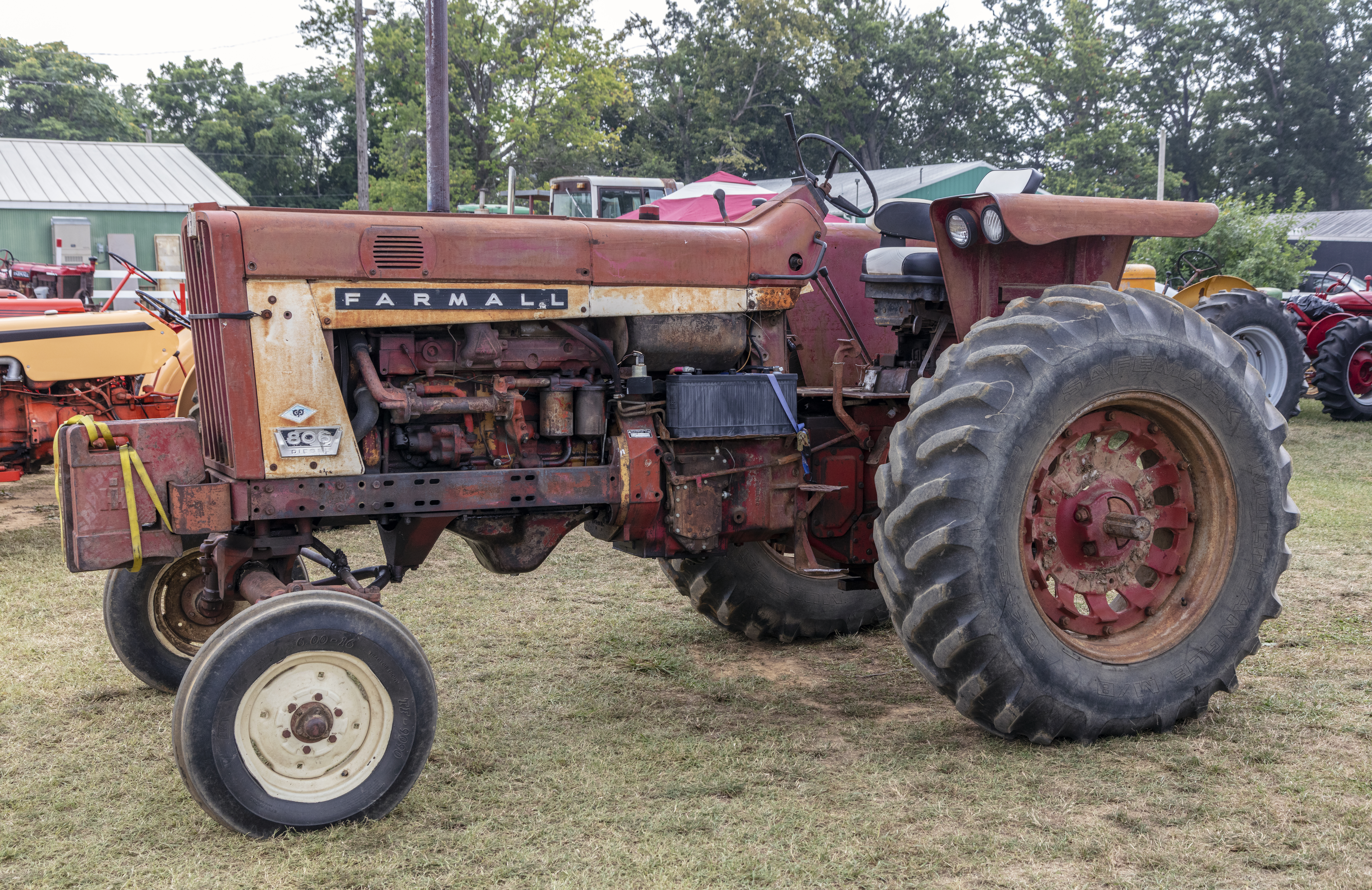
Farmall 806

### Configuration actuelle majoritaire
Le poste de conduite généralement intégré à la cabine compte quatre ou cinq pédales : à gauche, l'embrayage et à droite du poste de conduite les freins droit et gauche jumelables ainsi que l'accélérateur et traditionnellement le blocage de différentiel aujourd'hui remplacé par un bouton électrique. La pédale d'accélérateur est très souvent reliée  à un levier actionné manuellement par le conducteur permettant de stabiliser le régime moteur, indispensable lors de la réalisation de certains travaux des champs (notamment ceux nécessitant l'utilisation de la prise de force à vitesse de rotation constante), on parle alors d'accélérateur à main.

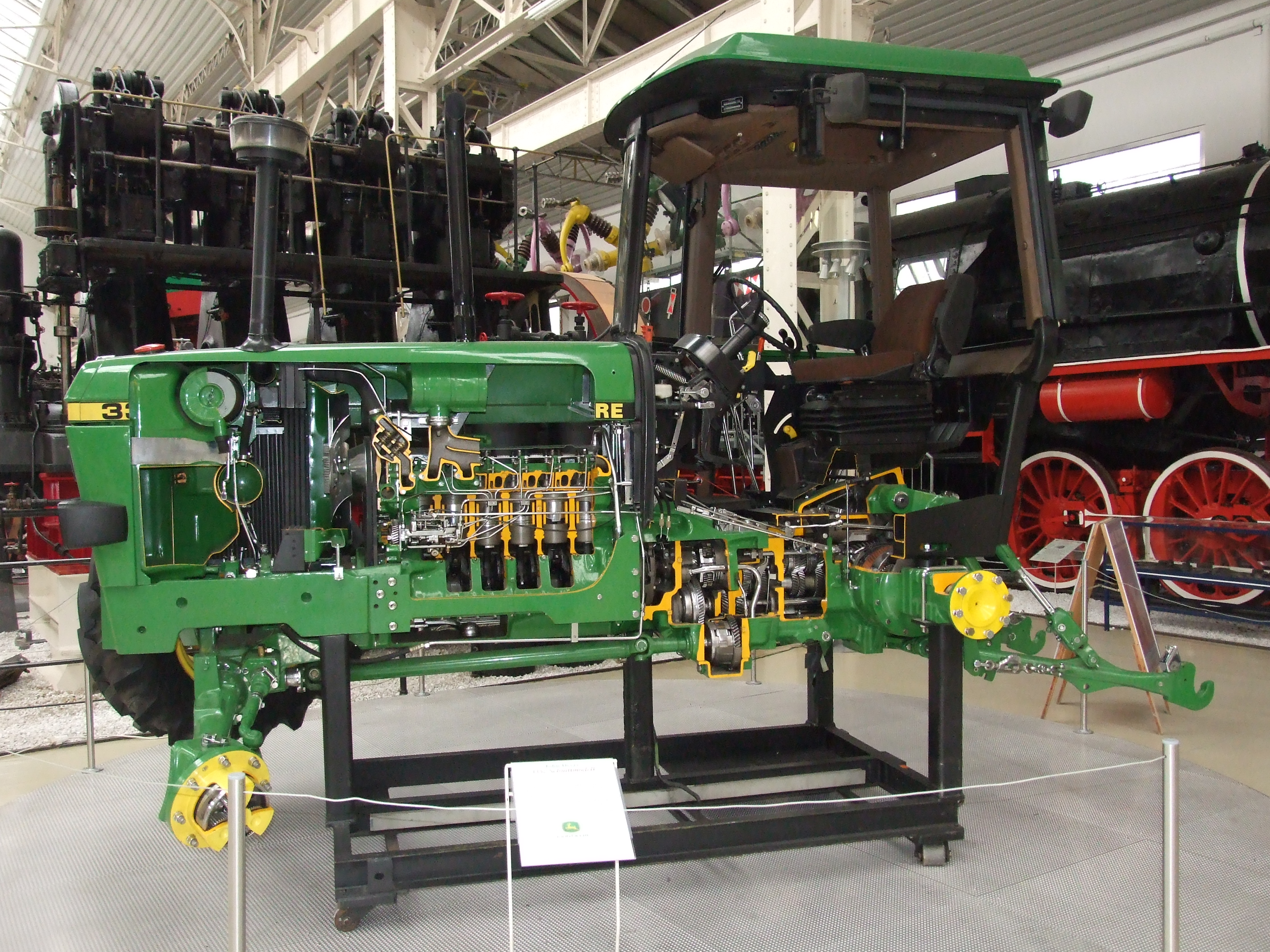
Écorché d'un tracteur agricole moderne (John Deere 3350).

Autrefois, la plupart des tracteurs recouraient à une transmission mécanique simple à leviers. Depuis les années 1980, les transmissions mécaniques (parfois partiellement hydrauliques) automatisées (dites semi-powershift et powershift), permettant le passage des vitesses sous charge, ont été majoritairement adoptées par les agriculteurs. Depuis les années 2000, les transmissions à variation continue se sont répandues (Fendt en est le précurseur avec sa « boîte Vario »). La plupart des constructeurs proposent désormais cette technologie (John Deere, New Holland, Case IH, Massey Ferguson, etc.).

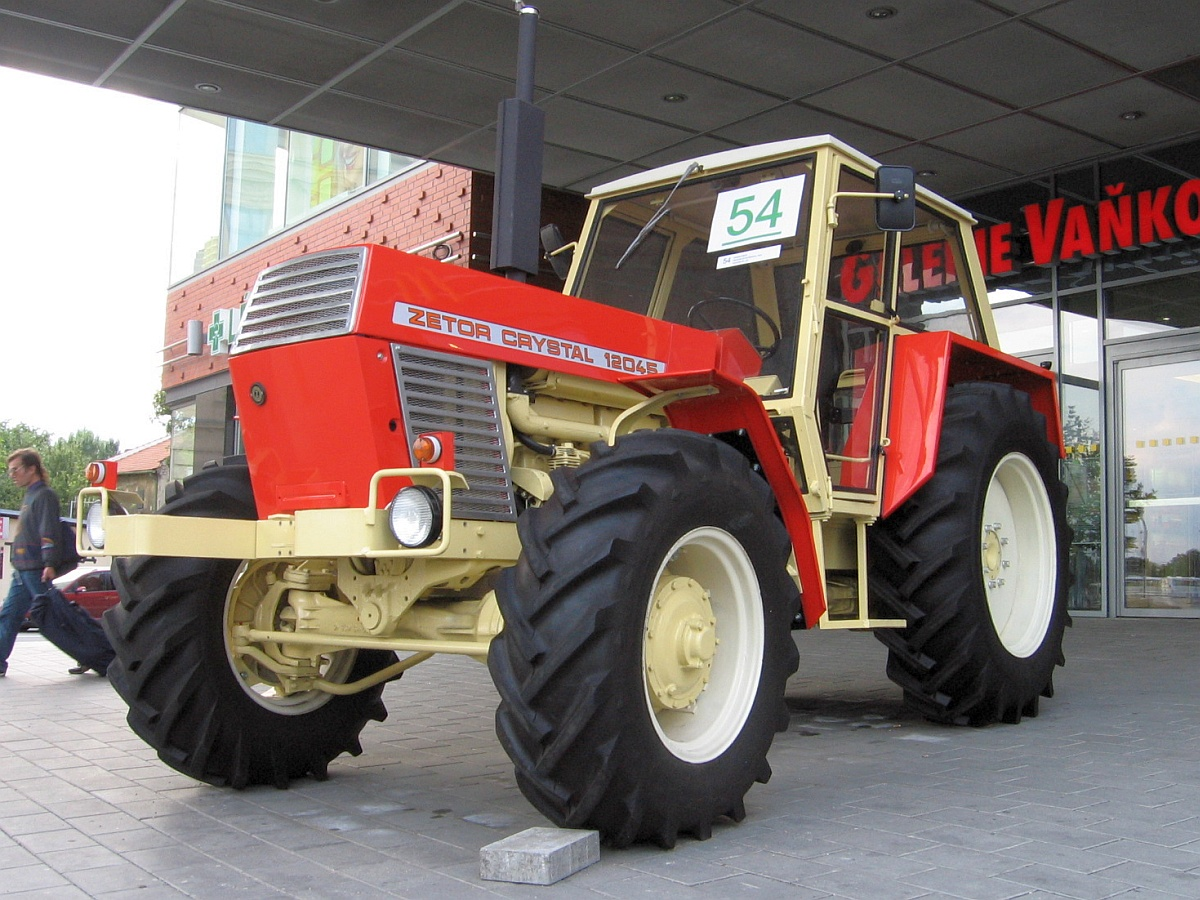
Zetor Crystal, 1968.

Depuis la fin des années 1990, presque tous les moteurs de tracteurs occidentaux sont équipés de systèmes modernes d'injection de carburant à haute pression intégrant une rampe commune (common rail) gérée électroniquement. Le système est souvent accompagné d'une unité de gestion de la puissance du moteur, laquelle est libérée sous certaines conditions de travail du tracteur (booster). Cependant, en 2021, Zetor est le seul constructeur au monde à proposer un moteur (de sa propre conception) avec un système d'injection directe de carburant intégrant une pompe mécanique conventionnelle à basse pression, qui est homologué pour sa conformité aux dernières limites d'émission Stage V, les plus strictes pour des applications tout-terrain et non routières. Le moteur Zetor à quatre cylindres de 4,156 L est composé de seize soupapes, d'une bougie d'allumage par cylindre, sous culasse indépendante, de deux arbres d'équilibrage et d'un système de refroidissement des têtes de pistons par huile sous pression. Le système d'injection est constitué de quatre injecteurs de dernière génération VerMI et d'une pompe d'injection mécanique à multi-pistons en ligne, laquelle est accompagnée d'une nouvelle unité de commande électronique développée par son partenaire historique, le tchèque Motorpal. Ce système d'injection est reconnu pour sa fiabilité et ses coûts d'entretien relativement faibles par rapport aux systèmes à rampes communes dont les performances sont presque équivalentes. Le système d'échappement est composé d'un filtre post-traitement des gaz d'échappement DPF, un catalyseur DOC et un convertisseur catalytique SCR (urée),. 
Engin polyvalent, le tracteur est parfois concurrencé par le développement de machines automotrices conçues pour réaliser un travail spécifique (moissonneuse-batteuse, automoteur de traitement, etc.).

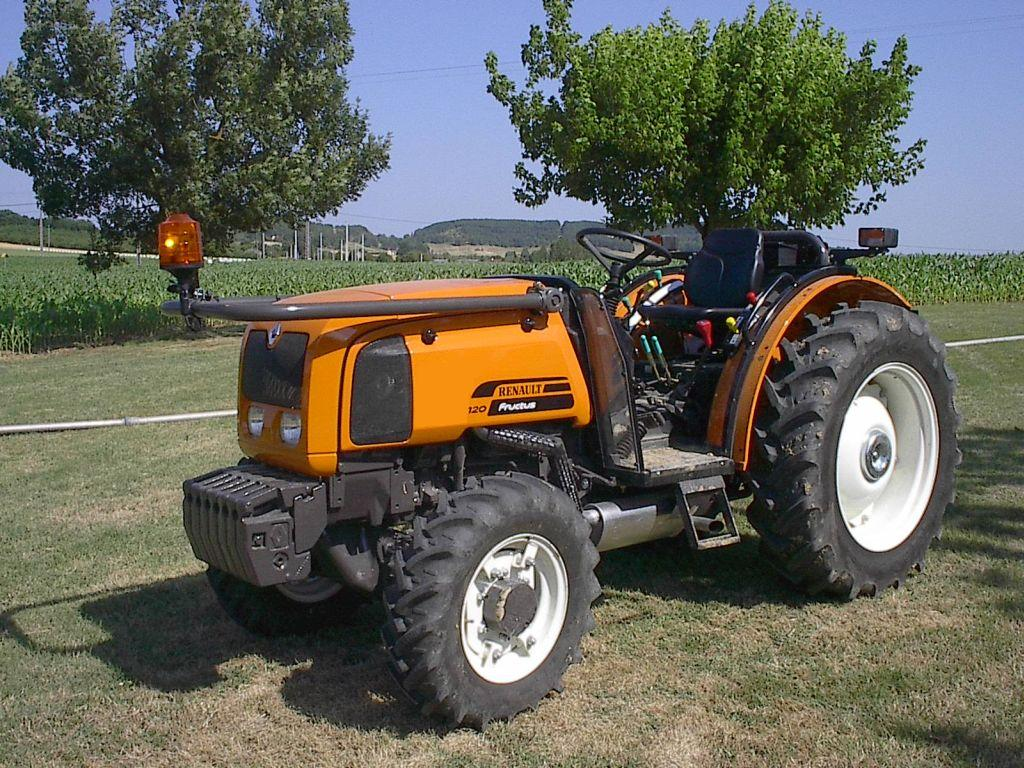
Tracteur fruitier Renault Fructus 120 de 2004, un tracteur étroit.

### Autres configurations

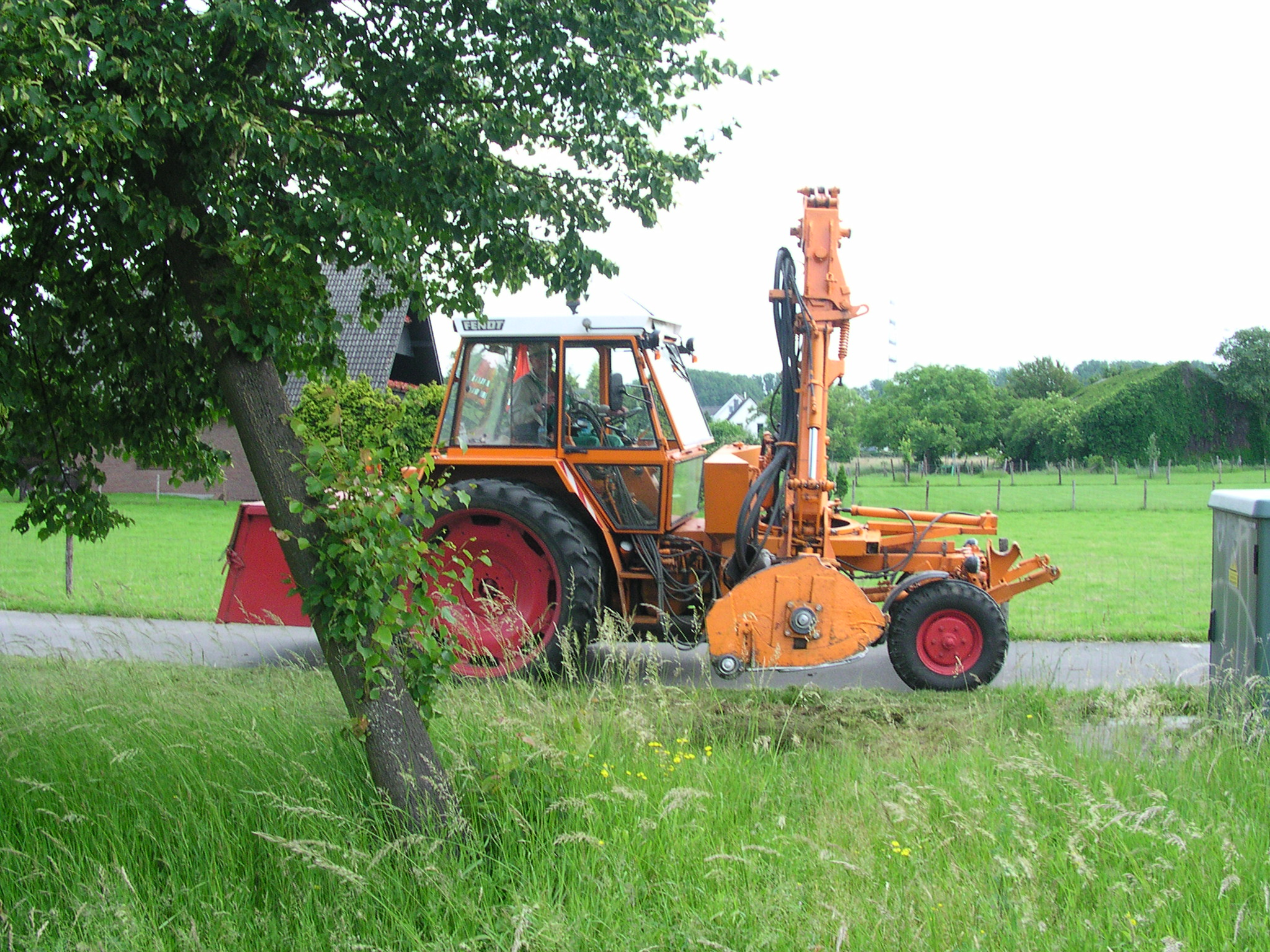
Fendt porte-outils

Certains modèles sont spécialisés, ex. : tracteurs étroits (vergers, orangeraies), tracteurs enjambeurs ou vignerons (très étroits) pour la viticulture. D'autres visent à une grande polyvalence d'emploi, avec un relevage et une prise de force à l'avant et à l'arrière ainsi qu'une plateforme de chargement au-dessus des roues arrière, comme les Deutz Intrac ou les porte-outils à poutre avant.

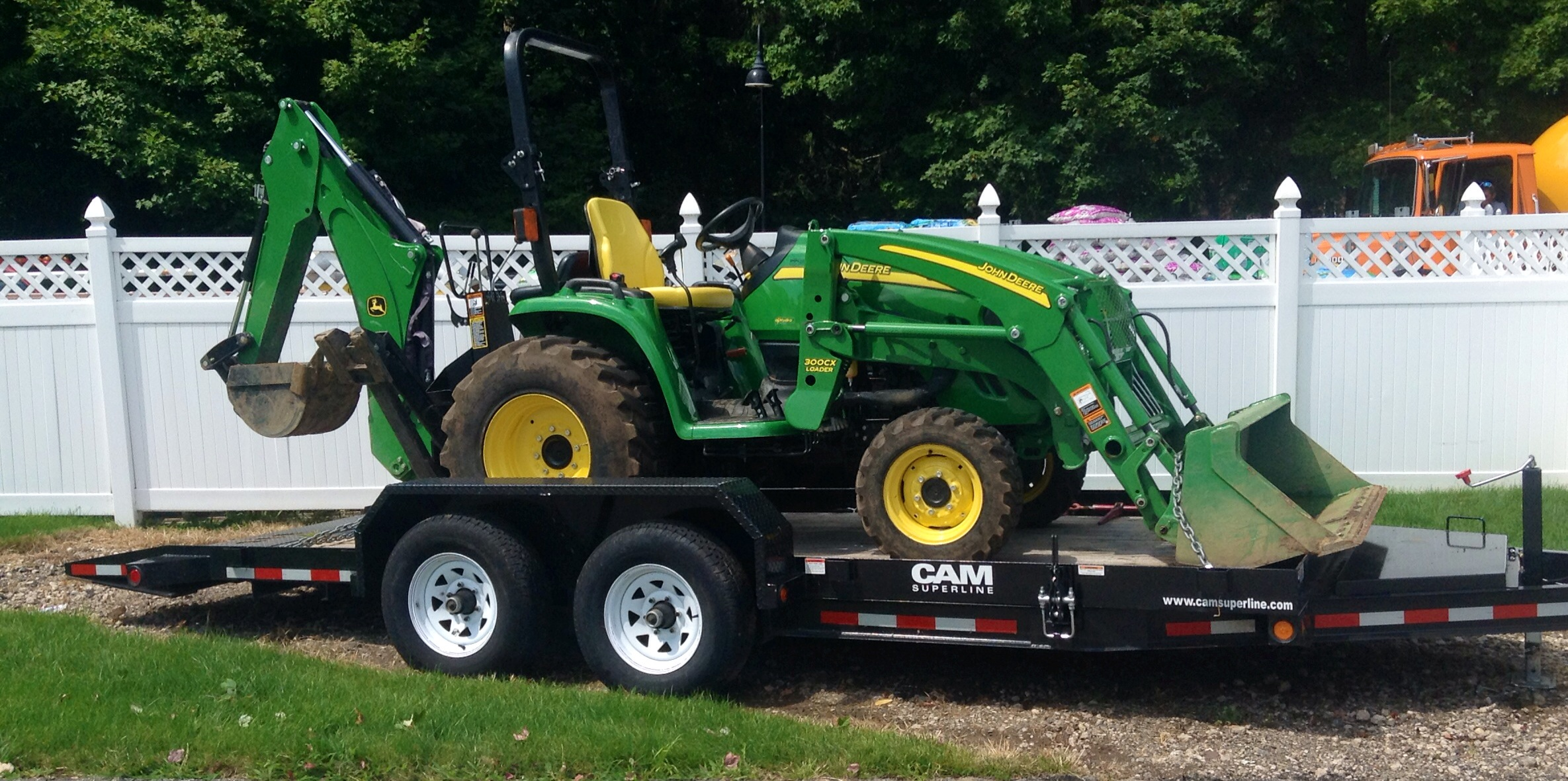
Tractopelle équipé sur la base d'un tracteur compact de 33 ch.

Les tractopelles, tombereaux de chantiers et bulldozers sont au départ issus de tracteurs agricoles, ce peut être encore le cas pour  certains tractopelles compacts.

#### Tracteurs à trains moteurs particuliers

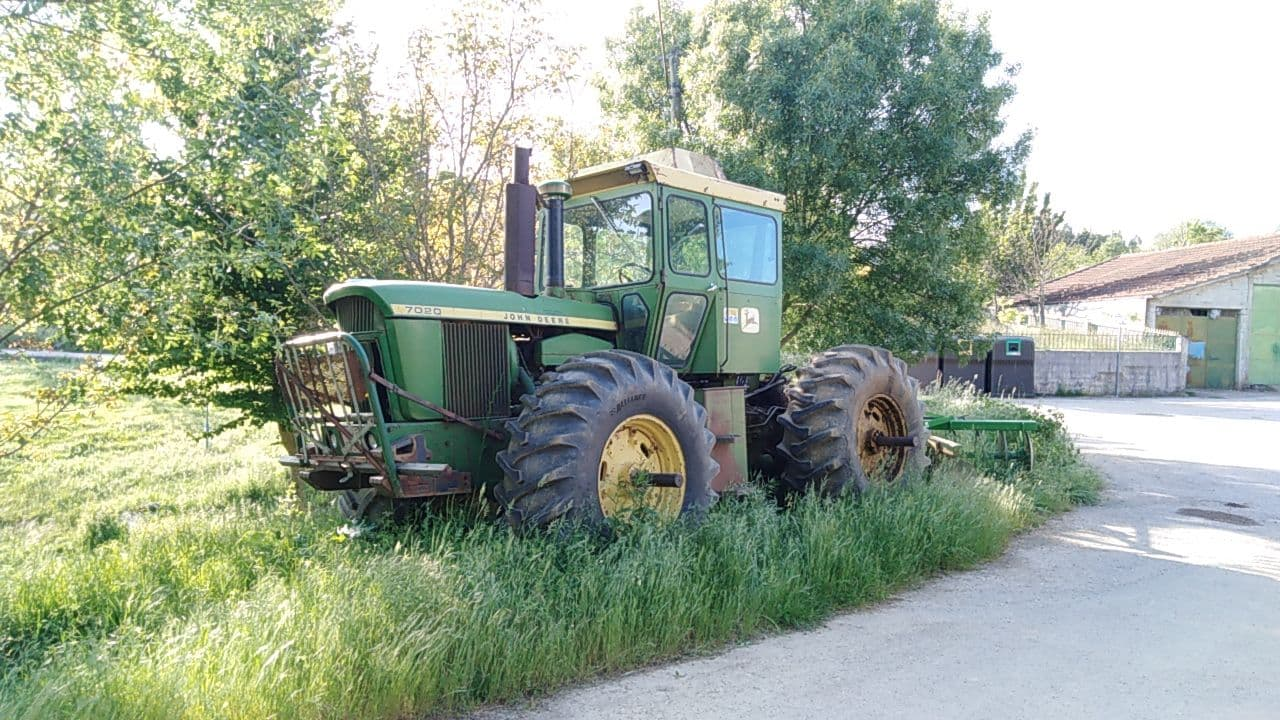
Articulé John Deere 7020, 1971-1975

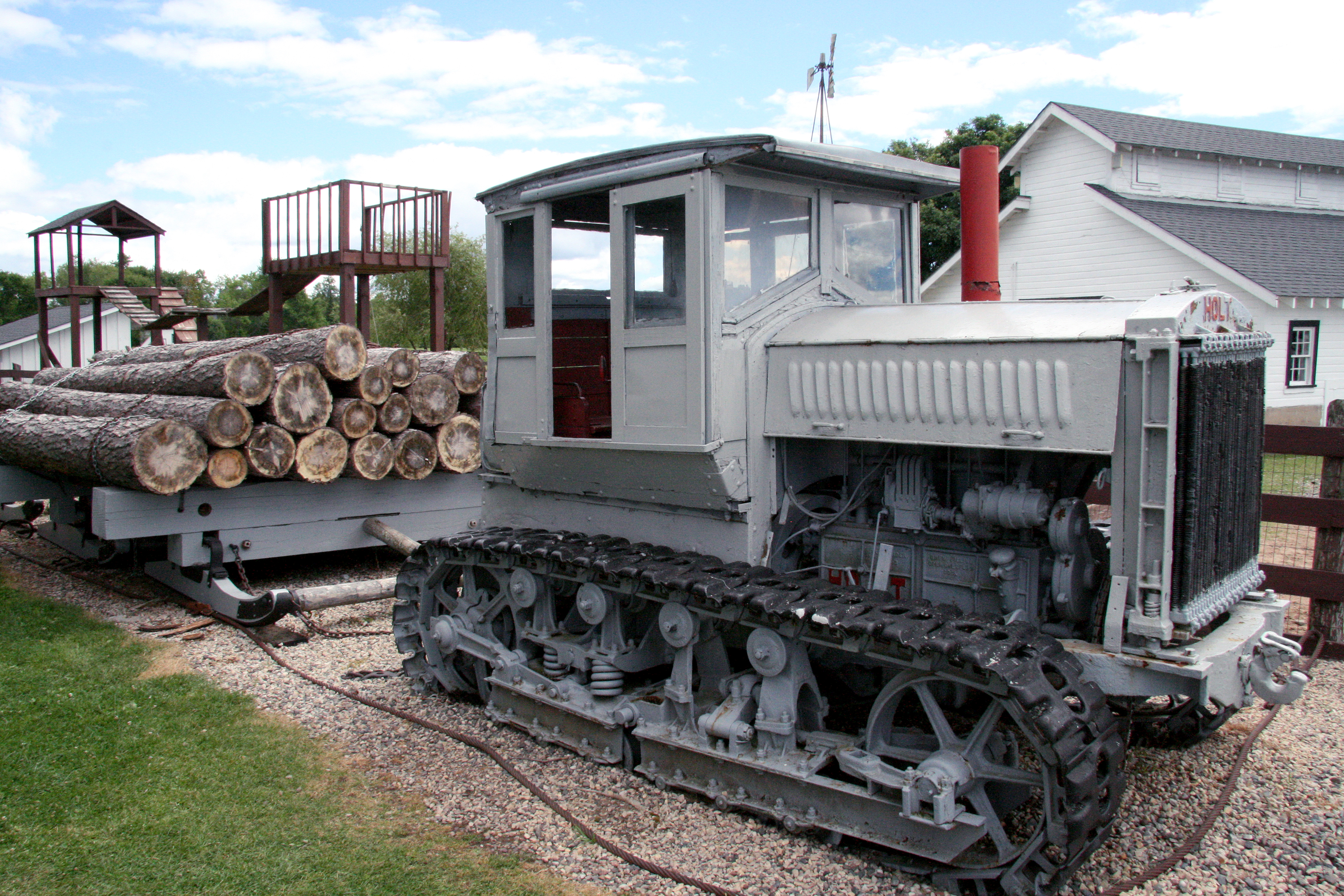
Tracteur à chenilles Holt, 1925 ; ancêtre des tracteurs à chenilles de forte puissance et des bulldozers.

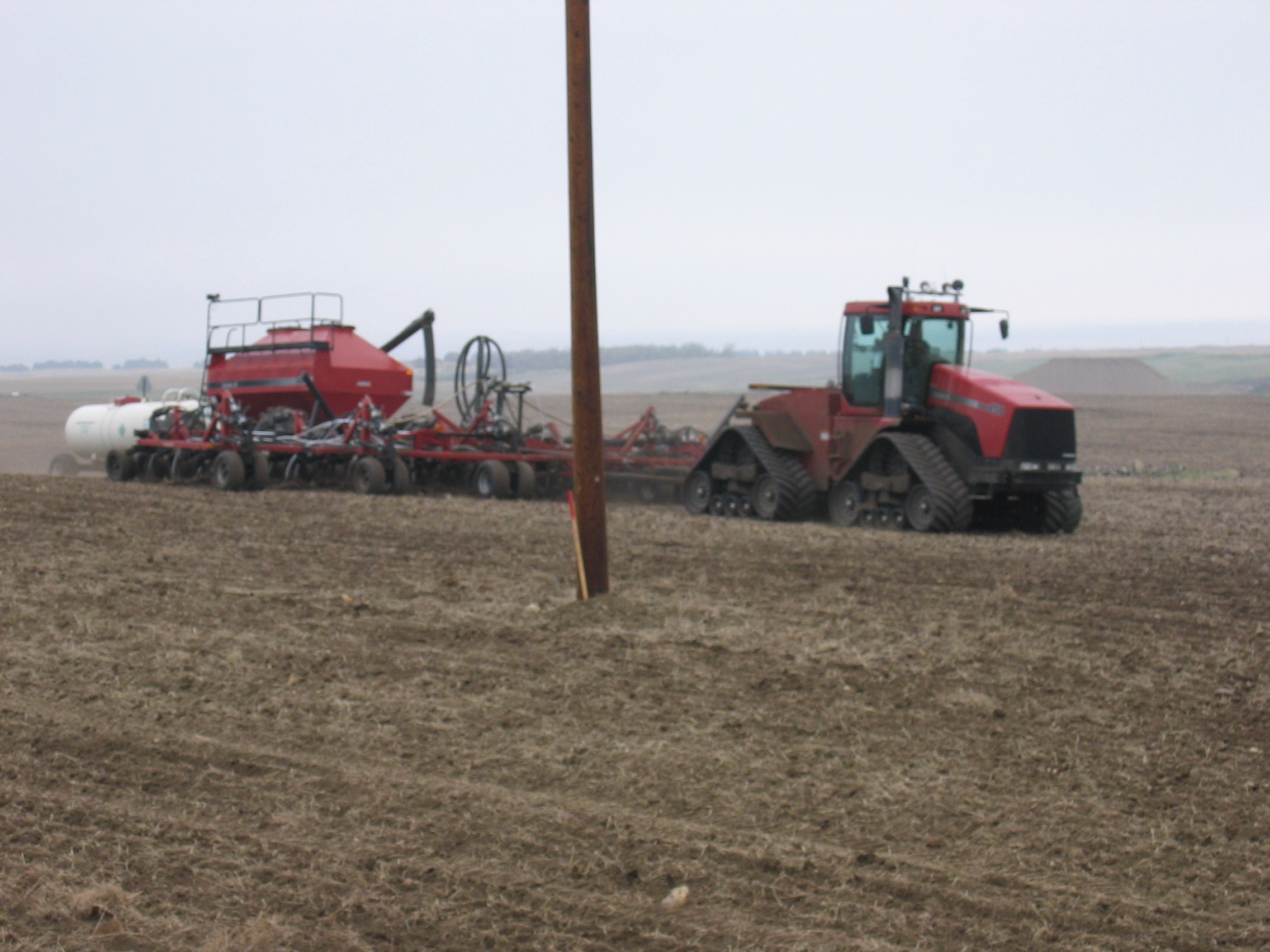
Tracteur articulé équipé de chenilles delta égales.

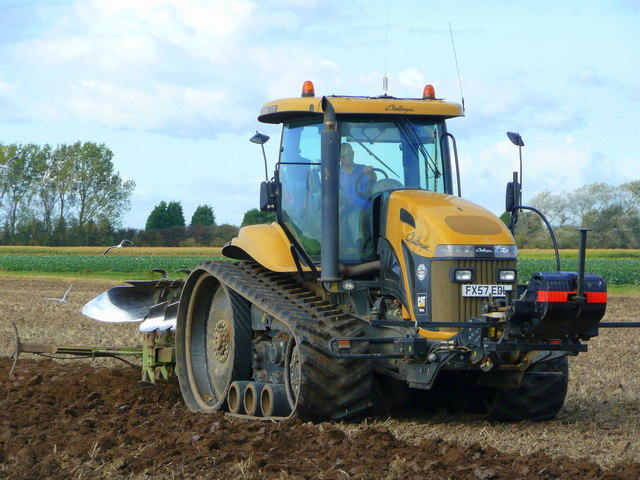
Tracteur à chenilles souples Challenger

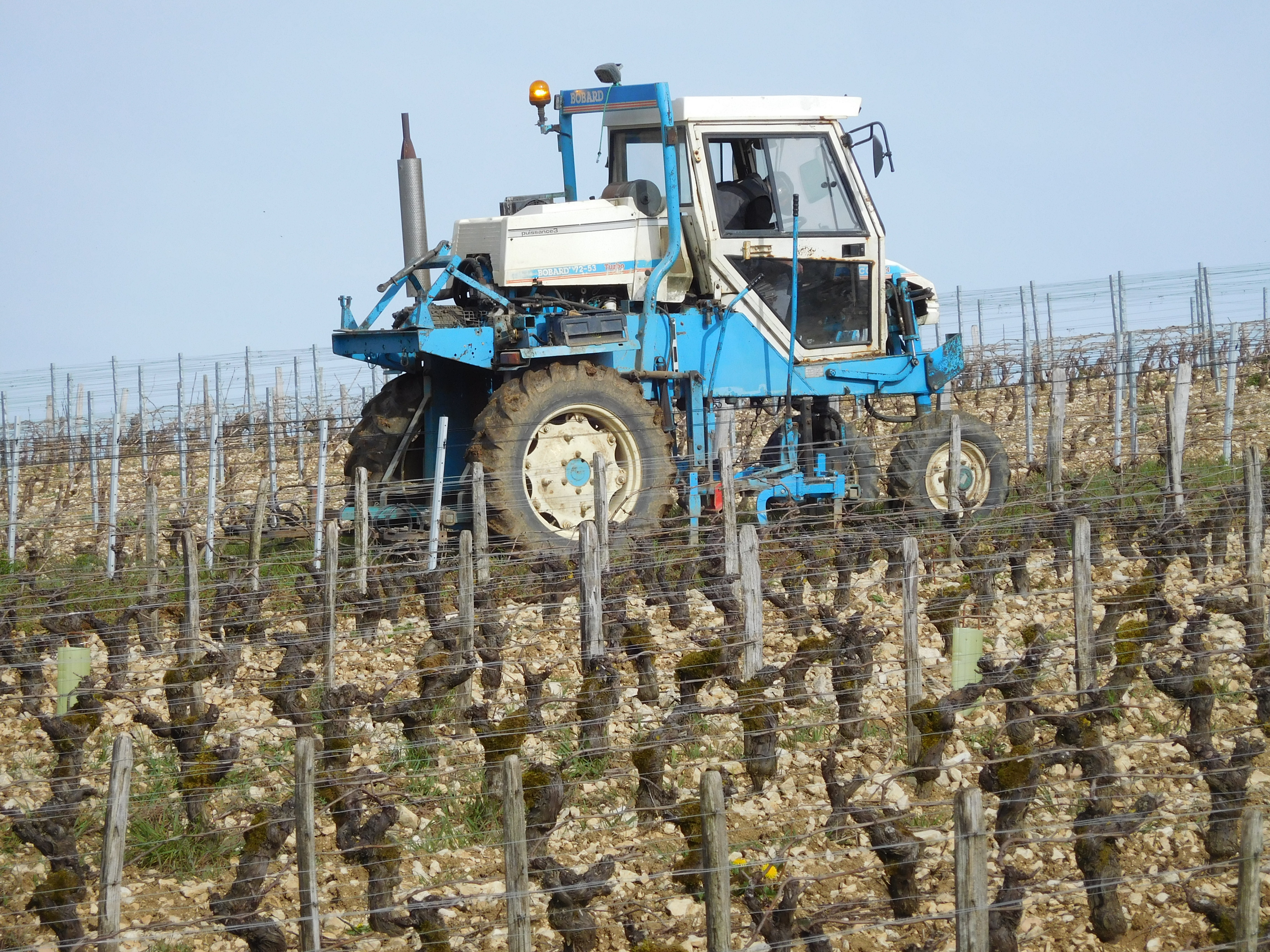
Tracteur enjambeur pour vignobles, Bobard 72-53

- Tracteurs à chenilles

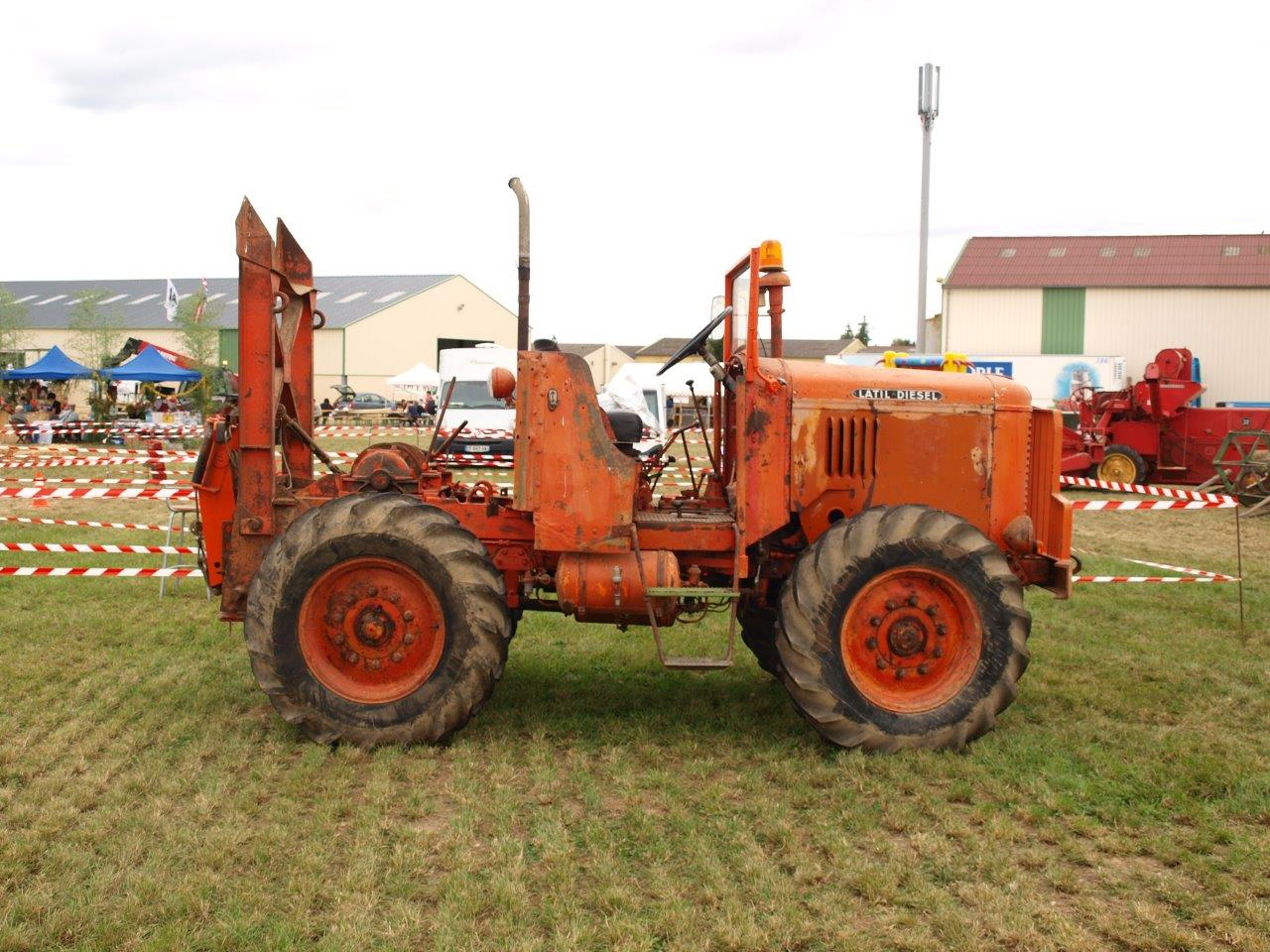
Tracteur forestier Latil à quatre roues motrices égales, années 1940.

- Tracteur forestier Latil à quatre roues motrices égales, années 1940.Tracteurs à quatre roues motrices égales et tracteurs articulés
- Tracteur enjambeur et tracteur à grand dégagement.

#### Tracteurs électriques et autonomes
En janvier 2022, John Deere présente au Consumer Electronics Show de Las Vegas un tracteur autonome 8R, que l'agriculteur peut contrôler depuis son smartphone. Équipé de douze caméras et de capacités d'intelligence artificielle, l'engin s'arrête automatiquement dès qu'il perçoit un obstacle et envoie un signal. Il est capable de faire la différence entre les plantes et les mauvaises herbes pour mieux cibler l'application d'herbicides (technologie See & Spray),.

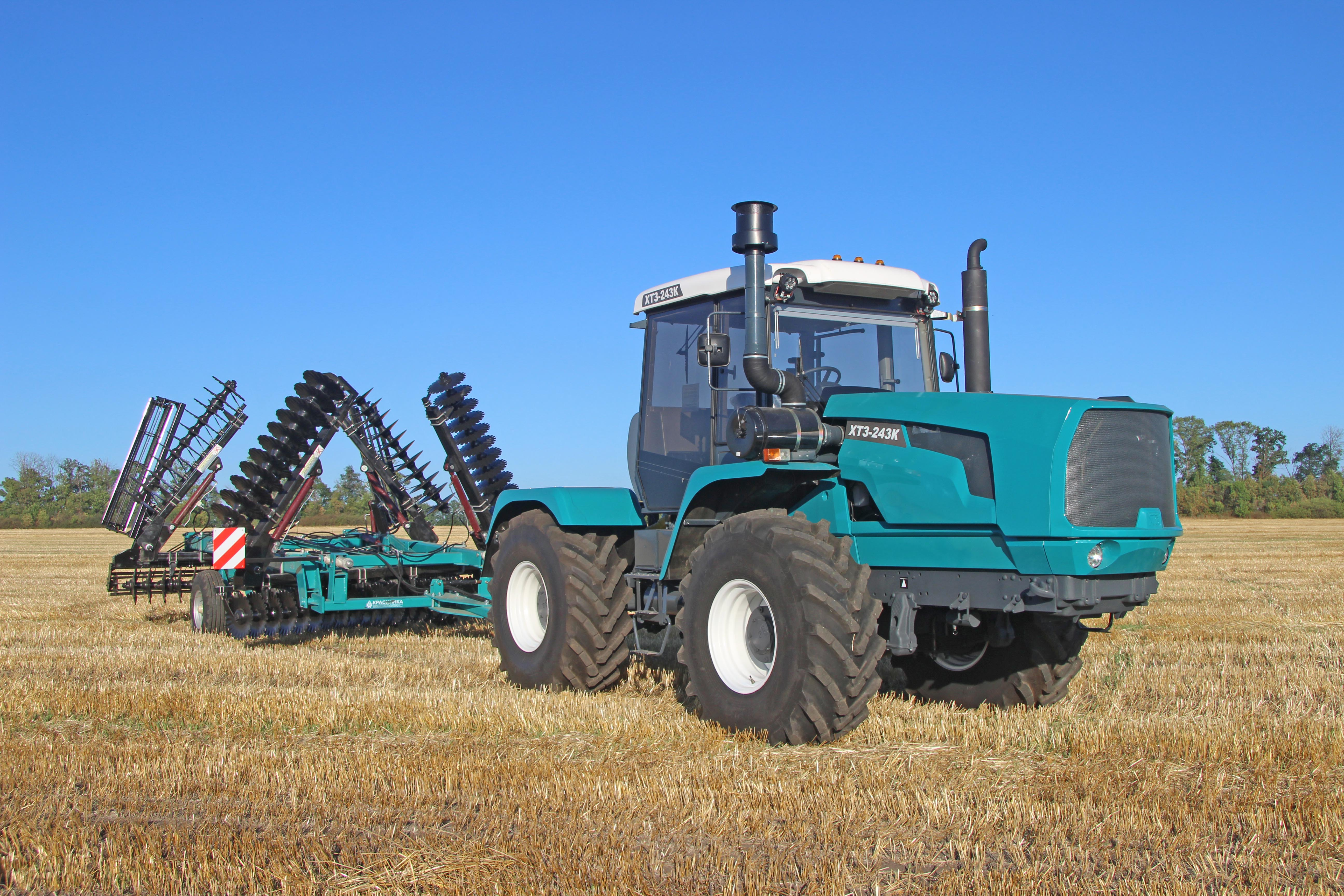
Tracteur XTZ-243K.

En décembre 2022, CNH présente son tracteur électrique autonome New Holland T4, qui sera commercialisé en septembre 2023. Dans la même gamme, le prototype T7 LNG, conçu par CNH et le britannique Bennamann, utilise le gaz naturel liquéfié issu de la méthanisation de la bouse de vaches. La start-up californienne Monarch a conçu un tracteur qui suit à la trace l'agriculteur à pied, qui sera produit par Foxconn dans l'Ohio. La start-up américaine Amogy teste un carburant à base d'ammoniac avec Deere.
En janvier 2025, la start-up californienne Monarch Tractor annonce la création d’une filiale basée en Belgique, Monarch Tractor Europe, pour commercialiser en Europe son tracteur électrique et autonome MK-V, alimenté par une plateforme régie par l’intelligence artificielle (WingspanAI) et capable de collecter et d’analyser les données agricoles pour optimiser les rendements.

## Utilisation des tracteurs agricoles dans le monde
En 2002, le nombre total de tracteurs agricoles, tous types, en exploitation dans le monde s'élève à 26,7 millions.

Selon les pays, le type de tracteur agricole utilisé peut varier fortement. Ainsi, par rapport aux Européens de l'Ouest, les Japonais se servent de tracteurs de puissance plus faible, tandis que les Américains utilisent des engins bien plus puissants (tracteurs articulés) (jusqu'à environ 600 ch). Les pays en voie de développement (Inde par exemple) produisent quant à eux des tracteurs sous licence utilisés par les Européens dans les années 1970.

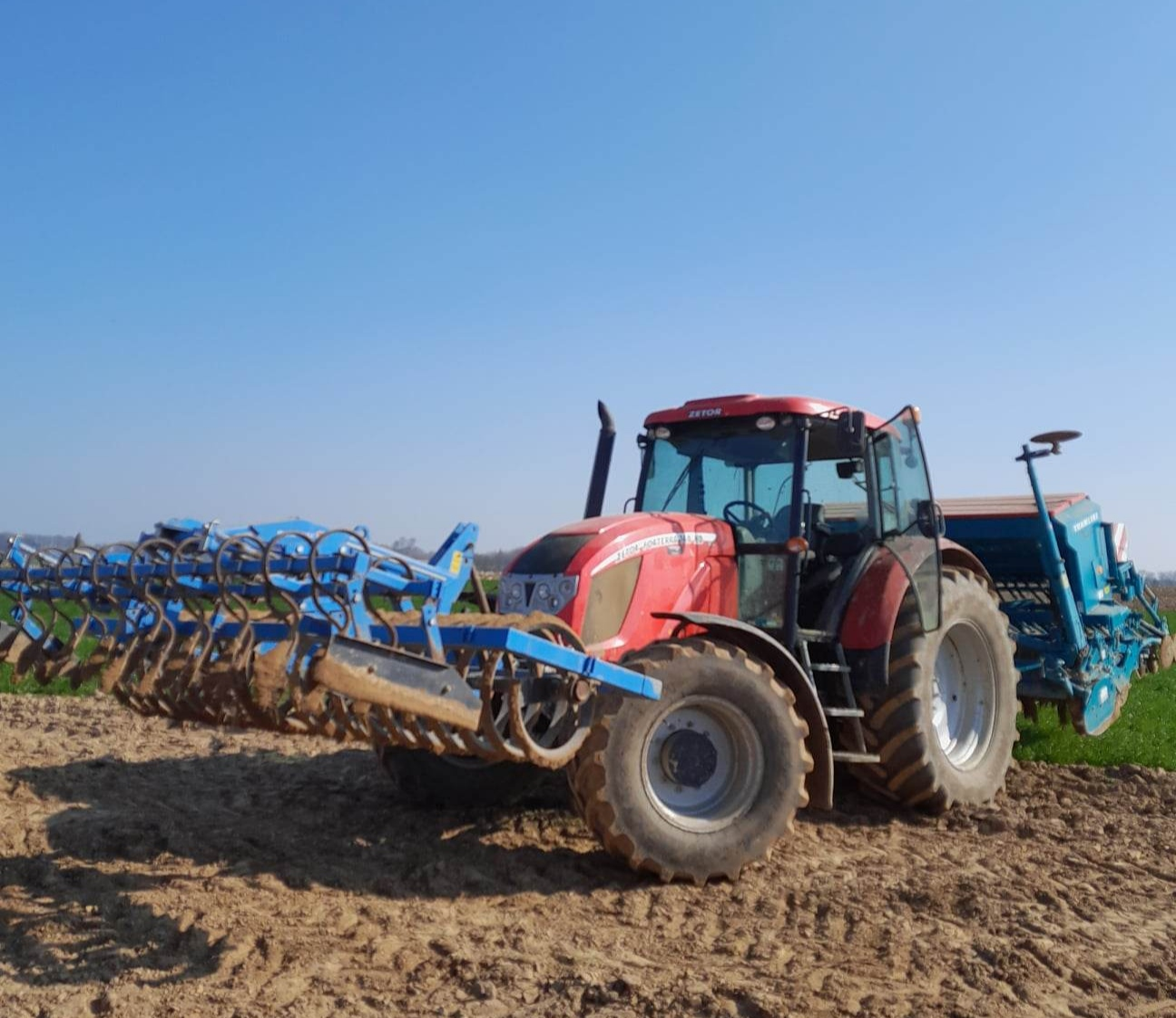
Tracteur ZETOR Forterra de 2016, doté du moteur 4156 cm3 avec le système d'injection mécanique conventionnelle homologué Stage IV.

Les douze principaux pays utilisateurs représentent près de 70 % du total :
1. États-Unis : 4 800 000
2. Japon : 2 028 000
3. Russie : 1 749 560
4. Italie : 1 660 000
5. Inde : 1 525 000
6. Pologne : 1 364 579
7. France : 1 264 000
8. Turquie : 970 083
9. Espagne : 946 053
10. Allemagne : 944 000
11. Chine : 926 031
12. Brésil : 806 000

## Accidents

### Accidents de la route

#### Accidents de la route français
En France, les tracteurs agricoles sont impliqués dans 984 accidents sur une période de cinq ans, tuant 201 personnes entre 2013 et 2017. Sur les 201 tués, la moitié sont des usagers vulnérables : 44 tués étaient à bord du tracteur alors que 157 tués étaient extérieurs au tracteur : 15 piétons, 15 cyclistes, 64 usagers de deux-roues motorisés (2RM) et 54 automobilistes.
Les usagers de tracteur agricole se tuent plutôt sans tiers.
Entre huit et neuf personnes sur dix sont tuées sur une section de route hors intersection.
Différentes directions du tracteur sont possibles avant l'accident :
- 45 % des tracteurs impliqués dans les accidents corporels ne changent pas de direction : 52 % de la mortalité ;
- tourne à gauche : 19 % de la mortalité ;
- autre : 29 % de la mortalité[33].

#### Accidents de la route allemands
En Allemagne, il y a peu d'accidents de tracteur car peu de tracteurs circulent sur les routes allemandes.
Cependant, en Allemagne, les accidents de tracteurs sont plus dévastateurs pour le nombre de personnes gravement blessées ou tuées qu'un véhicule moyen.
Les assureurs allemands (Unfallforschung der Versicherer (de) (UDV)) ont collecté une base de données de 1 010 accidents survenus entre 2006 et 2008 dans toute l'Allemagne, et ont ainsi pu déterminer les points suivants :
- les accidents graves impliquant des tracteurs se produisent essentiellement hors agglomération et impliquent un nombre supérieur à la moyenne de jeunes conducteurs ;
- les accidents surviennent plus facilement aux intersections, aux embouchures des chemins de terre, dans les virages et dans les entrées et sorties de terrains ;
- les accidents entre tracteurs et motocycles sont très graves.

L'UDV recommande :
- une meilleure formation des jeunes conducteurs ;
- une meilleure information des usagers de la route sur les risques de passeurs ;
- une meilleure signalisation des tracteurs notamment par l'éclairage.

### Autres accidents

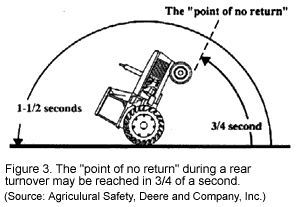
Renversement d'un tracteur.

Aux États-Unis, le secteur agricole est le troisième plus dangereux, après la mine et le bâtiment.
Le tracteur représente 32 % de la mortalité et 6 % des blessures dans l'agriculture,.
Pour ces accidents, les structures de protection contre le retournement (en) (en anglais : rollover protection structure, ROPS) et les ceintures de sécurité portées sont les équipements de sécurité les plus importants pour protéger les opérateurs de la mort au cours d'un retournement (chavirement) du tracteur dans lequel celui-ci fait un tour sur lui-même,.
Les ROPS sont requises depuis 1959 en Suède et depuis 1986 aux États-Unis.
En Union européenne, le concept de ROPS apparaît dans la version anglophone du règlement délégué (UE) 2018/830 de la commission du 9 mars 2018, et sous l’appellation structure arrière pliable de protection contre le renversement ou structure de protection contre le renversement dans la version française. En France, ces équipements sont appelés arceau, cadre ou cabine de sécurité, suivant les modèles, dans le langage technique.
La législation de l'Union européenne pour la structure de protection contre le renversement est alignée sur les codes de l'OCDE, et en particulier :
- le code 6 pour les structures de protection montées à l'avant des tracteurs agricoles et forestiers à voie étroite[41] ;
- le code 7 pour les structures de protection montées à l'arrière des tracteurs agricoles et forestiers à voie étroite[42].

## Législation
Les tracteurs sont soumis à diverses réglementations en matière de sécurité, d’émissions polluantes et de permis de conduire, suivant les régions.
Les normes de pollution des tracteurs agricoles et forestiers sont définies par le règlement CEE-ONU 96 : Prescriptions uniformes relatives à l’homologation des moteurs destinés aux tracteurs agricoles et forestiers ainsi qu’aux engins mobiles non routiers s’agissant des émissions de polluants du moteur.

### Union européenne
Dans l'union européenne, les législations nationales sur le permis de conduire tracteur ne sont pas harmonisées au niveau européen

### En France
La loi Macron a clarifié la réglementation sur le permis de conduire.
Depuis l'adoption de la loi Macron au début du mois d'août 2015, toute personne disposant d'un permis B peut désormais conduire un tracteur et une machine agricole ou forestière dont la vitesse n'excède pas 40 km/h. Jusqu'alors, seuls les actifs agricoles pouvaient circuler sur les routes sans permis. Les agriculteurs ou salariés agricoles retraités qui aidaient sur l'exploitation disposaient néanmoins d'une dispense. C'est désormais cette dernière règle qui s'applique à toute personne titulaire du permis B. Il n'est donc plus nécessaire d'avoir le permis poids lourd pour circuler sur la voie publique.
Précisions sur les règles de dispense du permis : la modification du code de la route issue de la loi Macron vient clarifier les bénéficiaires de la dispense du permis B. Dans le cadre de l'activité professionnelle, un conducteur de tracteur et appareil agricole ou forestier peut conduire sans permis à condition que le véhicule qu'il conduit soit attaché à une exploitation agricole ou forestière, à une entreprise de travaux agricoles ou à une coopérative d'utilisation de matériel agricole. L'article R. 221-20 du code de la route précise que le tracteur agricole s'entend y compris la remorque sans limite de poids total autorisé en charge (PTAC).
Concernant les appareils agricoles, il s'agit des machines agricoles automotrices, des ensembles comprenant un matériel remorqué, des ensembles comprenant un véhicule tracteur et plusieurs remorques ou matériels remorqués ainsi que des ensembles comprenant une remorque transportant du personnel. Les cotisants au régime agricole qui peuvent conduire sans permis B sont les chefs d'exploitation ou d'entreprise à titre principal ou temporaire, et par extension les conjoints participant aux travaux, les collaborateurs à titre principal ou secondaire et les aides familiaux mineurs (mais plus de 16 ans pour conduire) et majeurs. Sont également concernés les retraités qui poursuivent la mise en valeur d'une surface minimale d'assujettissement, ainsi que les salariés agricoles, qu'ils soient en activité à temps plein ou en contrat à durée déterminée, temporaires, saisonniers, voire les apprentis et stagiaires (sous certaines conditions). Dans l'hypothèse de l'entraide, tous ceux qui ont une activité agricole et qui cotisent à la MSA peuvent donc conduire sans permis.
Si la vitesse dépasse par construction 40 km/h, le permis poids lourd est obligatoire.
Il doit être également doté d'un ou deux gyrophare(s) orange permettant sa meilleure signalisation de jour comme de nuit ainsi qu'être mieux visible par les automobilistes.

### Au Québec
L'âge minimal pour conduire un tracteur est de 16 ans.

### En Suisse
En Suisse, la conduite de Tracteurs agricoles nécessite le permis de conduire de catégorie G (accessible dès 14 ans) ou F (accessible pour partie à 16 ans et pour la totalité à 18 ans). Le permis de catégorie G permet de conduire dès 14 ans les tracteurs agricoles allant jusqu'à 30 km/h (la conduite de tracteurs jusqu'à 40 km/h étant autorisée avec le permis à la suite d'un cours agréé par l'Office fédéral des routes (OFROU)). Le permis de catégorie F permet de conduire les tracteurs et d'autres véhicules agricoles jusqu'à 45 km/h,.

## Constructeurs actuels

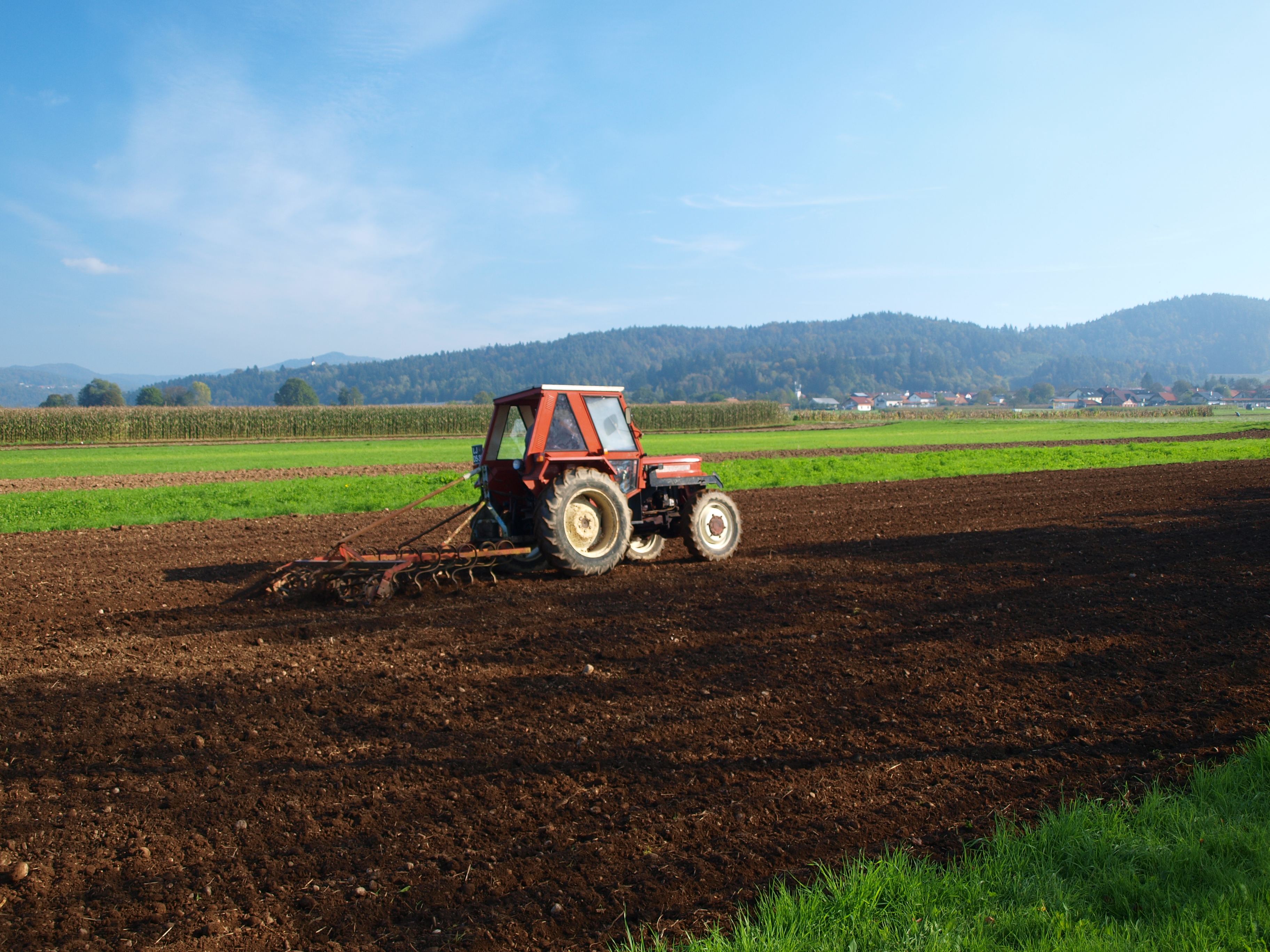
Tracteur IMT (Serbie).

Le premier constructeur mondial de tracteurs en nombre d'unités serait Mahindra.
- Aebi ( Suisse)
- AGCO ( États-Unis)

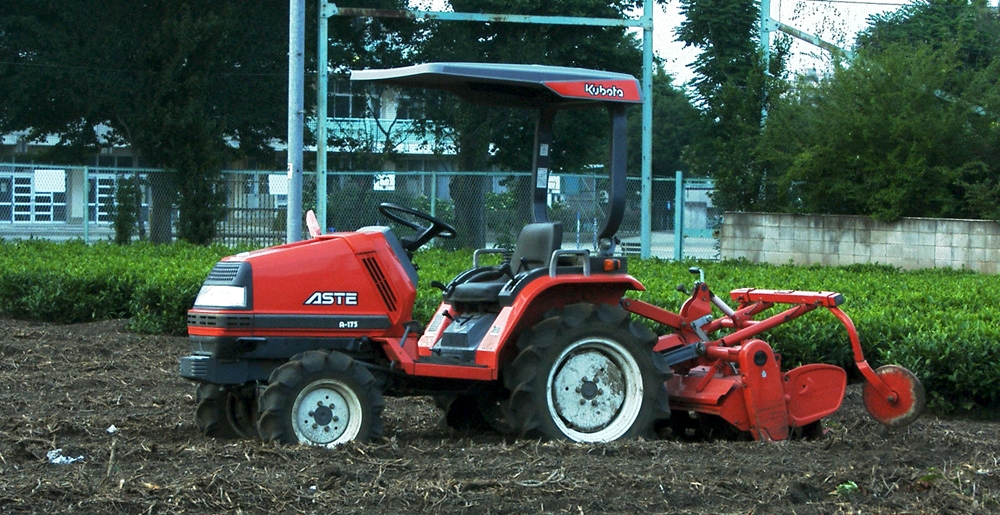
Minitracteur Kubota.

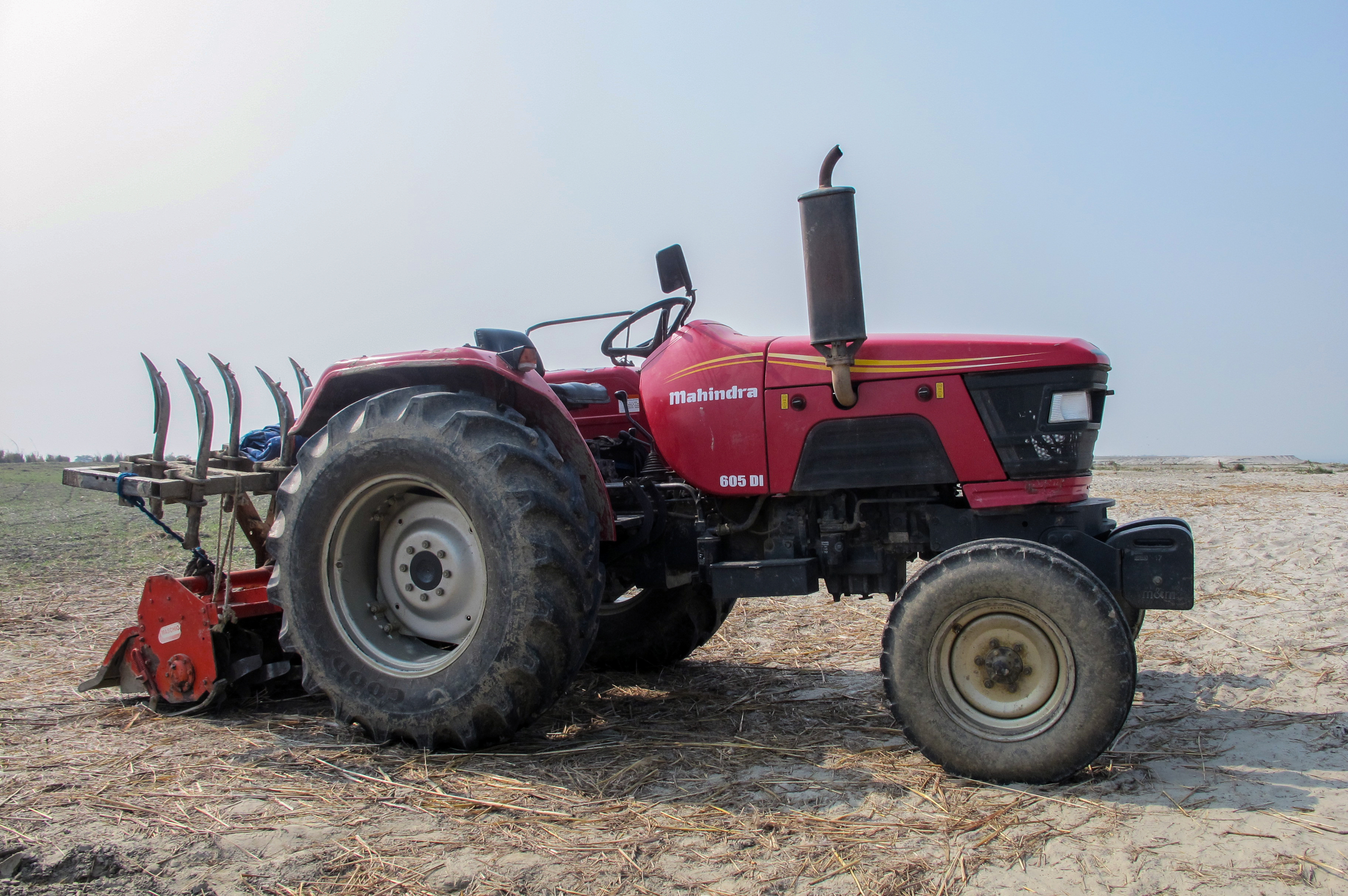
Mahindra 605

  - Challenger (racheté par Fendt) ( États-Unis)
  - Fendt ( Allemagne)
  - Massey Ferguson ( États-Unis)
  - Valtra ( Finlande)
- Agrale ( Brésil)
- Agrico ( Afrique du Sud)
- Argo ( Italie)
  - Landini ( Italie)
  - McCormick ( États-Unis)-( Italie)
  - Pegoraro ( Italie)
  - Valpadana ( Italie)
- Belarus ( Biélorussie), anciennement vendus sous la marque Avto ( France)
- Bührer ( Suisse)
- Carraro ( Italie)
- Cirta ( Algérie)
- Claas ( Allemagne)
- CNH Industrial ( Italie)-( États-Unis)
  - Case IH ( États-Unis)
  - New Holland ( États-Unis)
  - Steyr Traktoren ( Autriche)
  - Türk Traktör ( Turquie)
- Daedong/Kioti ( Corée du Sud)
- Dong Feng ( Chine)
- Farmtrac ( Pologne)
- Foton ( Chine)
- Hinata ( Japon)
- Holder (de) ( Allemagne)
- KARTAR Tractors ( Inde) commercialisé sous Zetor
- KhTZ ( Ukraine)
- IMT ( Serbie)
- IMR ( Serbie)
- Iseki ( Japon)
- JCB ( Royaume-Uni)
- John Deere ( États-Unis)
- Kharkov ( Russie)
- Ursus ( Pologne)
- Kirovets ( Russie)
- CTZ ( Russie)
- UVZ ( Russie)
- Komatsu ( Japon)
- Kubota ( Japon)
- Lindner ( Autriche)
- Mahindra & Mahindra ( Inde)
- Manitou Group ( France)
- Martin diesel
- Merlo ( Italie)
- Pasquali (it) ( Italie)
- Pronar ( Pologne)
- Rapid ( Suisse)
- Rigitrac ( Suisse)
- SAME Deutz-Fahr ( Italie)
  - Deutz-Fahr ( Allemagne)
  - Hürlimann ( Suisse)
  - Lamborghini Trattori (issus de Lamborghini) ( Italie)
  - SAME ( Italie)
- Salek ( Tchéquie) et ( Slovaquie)
- Terrion ( Russie)
- Uzel makina ( Turquie)
- Versatile ( Russie- Canada)
- Wisconsin Engineering ( États-Unis) ( Tchéquie) reprise de l'activité de Agrostroj Prostejov sous la marque Wikov
- Zetor ( Tchéquie -  Slovaquie)
- Pierre trattori ( Italie)
- Goldoni ( Italie)
- Unimog Mercedes-Benz ( Allemagne)
- YTO ( Chine)
- Lovol Arbos ( Chine)
- Kioti ( Corée du Sud)

## Anciens constructeurs
- ADN ( France)
- Agrip ( France)

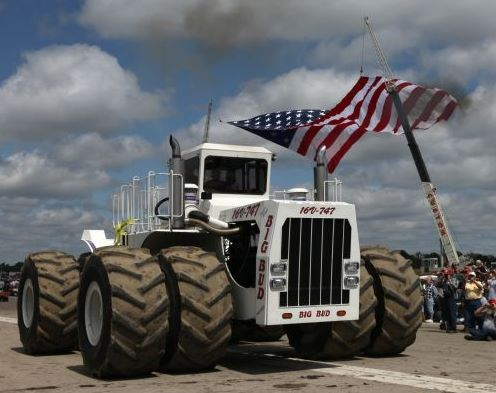
Le Big Bud 747, considéré comme le plus grand tracteur agricole au monde.

- Agrostroj Prostejov ( Tchécoslovaquie) commercialisé sous Zetor en ( Europe) et Zebra aux ( États-Unis)
- Allis-Chalmers ( États-Unis)
- Alpina Oekonom ( Suisse)
- Aultman-Taylor ( États-Unis)
- Avance ( Suède)
- Austin ( Royaume-Uni)
- Babiole, Derot-Tecnoma et Sabatier ( France)
- Bates ( États-Unis)
- Bauchet ( France)
- Bautz ( Allemagne)
- Benz-Sendling ( Allemagne)
- Benz und Cie. ( Allemagne)
- Best ( États-Unis)
- Big Bud ( États-Unis)
- Bima ( France)
- Bison ( France)
- Blackstone et Richard Garrett & Sons (en) ( Royaume-Uni)
- Bofors ( Suède)
- Bolinder-Munktell et Volvo ( Suède)
- Bristol ( Royaume-Uni)
- Bucher Industries ( Suisse)
- Bührer ( Suisse)
- Bukh ( Danemark)
- Bull ( États-Unis)
- Bungartz ( Allemagne)
- Bugaud ( France)
- Caldwell Vale ( Australie)
- Cassini ( Italie)
- Companhia Brasileira de Tratores ( Brésil)
- Ceres ( France)
- Charter ( États-Unis)
- Citroën ( France)
- Chamberlain ( Australie)
- Champion ( France)
- Clayton & Shuttleworth ( Royaume-Uni)
- Cletrac ( États-Unis)
- Cockshutt Plow Company ( Canada)
- Continental ( France)
- County ( Royaume-Uni)
- Crystal Traktor ( Pologne)
- Danhorde ( Danemark)
- David Brown ( Royaume-Uni)
- DS Martin ( Slovaquie) commercialisé sous Martin Diesel, Mt Super et Ursus
- EBRO ( Espagne)
- ECO ( France)
- Eicher ( Allemagne)
- Energic ( France)
- Fábrica de Tractores - IAME ( Argentine)
- Famo ( Allemagne)
- Farmall ( États-Unis)
- Ferguson ( Royaume-Uni)
- Ford et Fordson ( États-Unis)
- Froelich ( États-Unis)
- Gartner
- GeDe ( Pays-Bas)
- General & Rushton ( Royaume-Uni)
- Getinge ( Suède)
- Glasgow ( Royaume-Uni)
- Grunder[49] ( Suisse)
- Guldner ( Allemagne)
- Hanomag ( Allemagne)
- Hansa Lloyd ( Allemagne)
- Hart-Parr ( États-Unis)
- Hatz ( Allemagne)
- Heinrich Lanz ( Allemagne)
- Henry Bauchet ( France)
- Hermann Lanz et Hela ( Allemagne)
- HMT (en) ( Inde) modèles Zetor sous licence commercialisés sous les marques Zebra aux États-Unis et Agtor en Australie
- Holt ( États-Unis)
- Hornsby-Akroyd ( Royaume-Uni)
- HSCS ( Hongrie)
- Howard ( Australie)
- Huber ( États-Unis)
- Hürlimann ( Suisse)
- International Harvester ( États-Unis)
- IAME Fábrica de Tractores ( Argentine)
- Ivel ( Royaume-Uni)
- Jelbart ( Australie)
- June ( Suède)
- Kiva, Lons-le-Saulnier, ( France)
- Kögel ( Allemagne)
- Kolomenets ( Union soviétique)
- Komnick ( Allemagne)
- Köpfli
- Kosto ( Allemagne)
- Kramer ( Allemagne)
- Krasnay ( Union soviétique)
- Kullervo (Finland)
- Labourier ( France)
- Lagarde ( France)
- Landsverk ( Suède)
- Lanz ( Allemagne)
- Latil ( France)
- Laurin & Klement ( Tchécoslovaquie)
- Le Percheron ( France)
- LongAgri ( États-Unis)
- Malcus ( Suède)
- Malves ( Brésil)
- MAN ( Allemagne)
- MAP ( France)
- Marshall & Fowler ( Royaume-Uni)
- Massey-Harris ( Canada)
- Mecavia ( France)
- Meili ( Suisse)
- Barreirios (Espagne)
- Minneapolis-Moline ( États-Unis)
- Moline Plow Company ( États-Unis)
- Motomeccanica ( Italie)
- München-Sendling ( Allemagne)
- Munktells ( Suède)
- Nohab ( Suède)
- Nichols & Shepard ( États-Unis)
- Normag ( Allemagne)
- Nuffield et Leyland ( Royaume-Uni)
- O & K ( Allemagne)
- Oliver ( États-Unis)
- OM ( Italie)
- Opel ( Allemagne)
- Otto Gas Engine Co. ( États-Unis)
- Patissier ( France)
- Pavesi ( Italie)
- Petter ( Royaume-Uni)
- Plumett ( Suisse)
- Porsche et Allgaier ( Allemagne)
- Poutilovet ( Union soviétique)
- Praga ( Tchécoslovaquie)
- Rába ( Hongrie)
- Ransomes ( Royaume-Uni)
- Renault Agriculture ( France)
- Roadless ( Royaume-Uni)
- Saint-Chamond (tracteur) ( France)
- Samson ( États-Unis)
- Saunderson (en) ( Royaume-Uni)
- Sawoyer-Massey ( Canada)
- Schlüter ( Allemagne)
- Schilter
- Société industrielle de machines agricoles rotatives (Simar)  Suisse
- SFV ( France)
- Sift ( France)
- Someca ( France)
- Skoda ( Tchécoslovaquie)
- Spinnekop  Belgique
- Steiger (en) ( États-Unis)
- Sthil ( Allemagne)
- Sulzer ( Suisse)
- Sunshine ( Australie)
- Tidaholms ( Suède)
- Tractoroexport ( Union soviétique)
- Turner ( Royaume-Uni)
- Ursus ( Pologne)
- UTB ( Roumanie) commercialisé aux États-Unis sous la marque Long et en France sous la marque Universal
- Valmet ( Finlande)
- Vandel ( France)
- Vendeuvre ( France)
- Vevey ( Suisse)
- Vickers ( Royaume-Uni)
- Wallis ( États-Unis)
- Walther Steiger ( Suisse)
- Waterloo Boy ( États-Unis)
- White ( États-Unis)
- Zetor ( Tchécoslovaquie), Ursus ( Pologne), UTB ( Roumanie) et ZTS Martin ( Tchécoslovaquie) joint venture UR II marques commerciales Zetor Crystal, Ursus, Crystal Traktor et Long
- ZT ( Allemagne de l'Est)
- ZTS Martin ( Slovaquie) et ( Tchéquie) commercialisés sous Agtor en ( Australie), Pronar et Crystal Traktor, Zetor Crystal  et ZTS

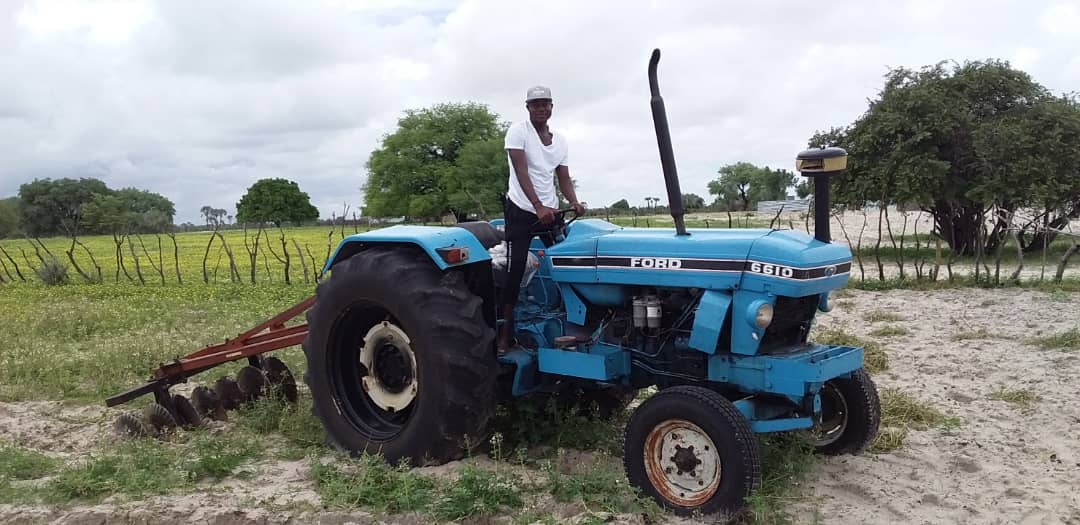
Ancien tracteur Ford 6610 en Namibie.

Ford a disparu (fusion Fiat-Ford) et se retrouve englobé dans le groupe CNH (Case New Holland).
Mercedes-Benz a cessé la construction du MB-Trac mais construit toujours l'Unimog.
JCB a plusieurs domaines d'activités (TP, manutention, agriculture). JCB commercialisait jusqu'en 2011 des tracteurs à roues égales. Depuis juillet 2011, le constructeur britannique propose deux modèles de forte puissance à roues inégales : les JCB Fastrac 8280 et 8310.
Volvo a arrêté la production de tracteurs agricoles en 1986, quand la division de construction tracteurs agricoles a été vendue à la société finlandaise Valmet qui deviendra Valtra.
Renault Agriculture n'existe plus sous cette marque, sauf pour les tracteurs destinés aux collectivités (Ergos). Claas a racheté 100 % des parts de Renault Agriculture en 2008. La production de tracteurs Claas se fait toujours dans l'usine historique de Renault Agriculture au Mans.